# Once Upon a Time
Pour les articles homonymes, voir Once Upon a Time (homonymie).
Once Upon a Time, ou Il était une fois au Québec, est une série télévisée fantastique américaine en 156 épisodes de 43 minutes créée par Edward Kitsis et Adam Horowitz, basée principalement sur les contes de fées et diffusée entre le 23 octobre 2011 et le 18 mai 2018 sur le réseau ABC aux États-Unis et au Canada sur le réseau CTV puis sur CTV Two pour la dernière saison.
En Belgique, la série est diffusée depuis le 6 août 2012 sur la chaîne câblée Be 1 ainsi qu'en clair depuis le 29 juin 2013 sur RTL TVI, en France, depuis le 1er décembre 2012 sur M6 puis à partir du 19 août 2014 sur 6ter et Série Club, en Suisse, depuis le 31 octobre 2013 sur RTS Deux et au Québec, depuis le 6 janvier 2014 sur Addik puis rediffusé en clair à partir du 1er avril 2015 sur le réseau TVA,.
La série est disponible en intégralité sur Disney+.

## Synopsis
Au Pays des Contes, la Méchante Reine fait irruption au mariage de Blanche-Neige et du prince Charmant et annonce qu'elle lancera une malédiction sur leur monde qui privera chacun de sa fin heureuse. Inquiets, les jeunes mariés craignent pour leur enfant à venir. Ils décident de consulter Rumplestiltskin / le Ténébreux, un étrange et dangereux personnage. Ce dernier les informe que l'enfant qu'ils attendent viendra les sauver lors de son 28e anniversaire. Leur fille, prénommée Emma, naît et la malédiction se rapproche. Le prince réussit à envoyer Emma dans un endroit sûr grâce à un arbre magique construit par Geppetto, tandis que tous sont envoyés dans un monde sans magie : le monde moderne, sans souvenirs de leurs anciennes vies.
À Boston, Emma Swan, garante de caution, reçoit la visite d'un jeune garçon, qui lui déclare être son fils biologique, Henry Mills, le soir de son 28e anniversaire. Alors qu'elle l'avait abandonné à la naissance, il lui demande de le suivre dans la petite ville de Storybrooke. Il prétend que la ville abrite tous les personnages de contes de fées que nous connaissons, mais amnésiques à la suite de la malédiction de la Méchante Reine. Malgré elle, Emma va entamer une rivalité contre la mère adoptive d'Henry, Regina Mills, par ailleurs maire de la ville. Elle rencontre également Mary Margaret Blanchard, David Nolan, M. Gold et bien d'autres résidents de Storybrooke. À la suite de l'arrivée d'Emma, l'horloge de la ville et le temps, jusqu'alors arrêtés, se remettent en marche.

## Distribution

### Acteurs principaux
Note : Ici sont listés les acteurs considérés comme principaux par leur cachet.
- Lana Parrilla (VF : Nathalie Homs) : Regina Mills / la Méchante Reine / Roni
- Robert Carlyle (VF : Boris Rehlinger) : M. Gold / Rumplestiltskin / La Bête / Le Ténébreux / Tic Tac / Weaver
- Jennifer Morrison (VF : Cathy Diraison) : Emma Swan / la sauveuse. (saisons 1 à 6, invitée saison 7)
- Jared S. Gilmore (VF : Enzo Ratsito) : Henry Mills / l’auteur (saisons 1 à 6, invité saison 7)
- Ginnifer Goodwin (VF : Marie-Eugénie Maréchal) : Mary Margaret Blanchard / Blanche-Neige (saisons 1 à 6, invitée saison 7)
- Josh Dallas (VF : Thomas Roditi) : David Nolan / le prince Charmant (saisons 1 à 6, invité saison 7)
- Colin O'Donoghue (VF : Rémi Bichet) : Killian Jones / Capitaine Crochet / Rogers (saisons 2 à 7)
- Jamie Dornan (VF : Adrien Larmande) : Graham Humbert / le Chasseur (principal saison 1, invité saison 2)
- Raphael Sbarge (VF : Guillaume Lebon) : Archibald « Archie » Hopper / Jiminy Cricket (principal saison 1, récurrent saisons 2 et 6, invité saisons 3, 4 et 7)
- Eion Bailey (VF : Éric Aubrahn) : August W. Booth / Pinocchio (principal saison 1, invité saisons 2, 4 et 6)
- Emilie de Ravin (VF : Karine Foviau) : Belle French / Lacey (principale saisons 2 à 6, invitée saisons 1 et 7)
- Meghan Ory (VF : Anne Mathot) : Ruby Lucas / Scarlet, le Petit Chaperon rouge / le Grand Méchant Loup (principale saison 2, récurrente saisons 1 et 3, invitée saison 5)
- Michael Raymond-James (VF : Mark Lesser) : Neal Cassidy / Baelfire (principal saison 3, récurrent saison 2, invité saison 5)
- Michael Socha (VF : Stéphane Pouplard) : Will Scarlet / Valet de Cœur (saison 4)
- Sean Maguire (VF : Jérémie Covillault) : Robin des Bois (principal saison 5, récurrent saisons 3, 4 et 6, invité saison 7)
- Rebecca Mader (VF : Odile Cohen) : Zelena, la Méchante sorcière de l'Ouest / Kelly (principale saisons 5, 6, récurrente saison 3, 4 et 7 [12])
- Andrew James West (VF : Axel Kiener) : Henry Mills (adulte) (invité saison 6, principal saison 7)
- Alison Fernandez (VF : Lilia Aragones) : Lucy Mills (invitée saison 6, principale saison 7)
- Dania Ramírez (VF : Ethel Houbiers) : Jacinda / Cendrillon (saison 7)
- Gabrielle Anwar (VF : Nathalie Karsenti) : Victoria Belfrey / Raiponce / Lady Trémaine (saison 7, épisodes 1 à 11)
- Mekia Cox (VF : Fily Keita) : Sabine / Tiana (saison 7)

Photos des acteurs principaux
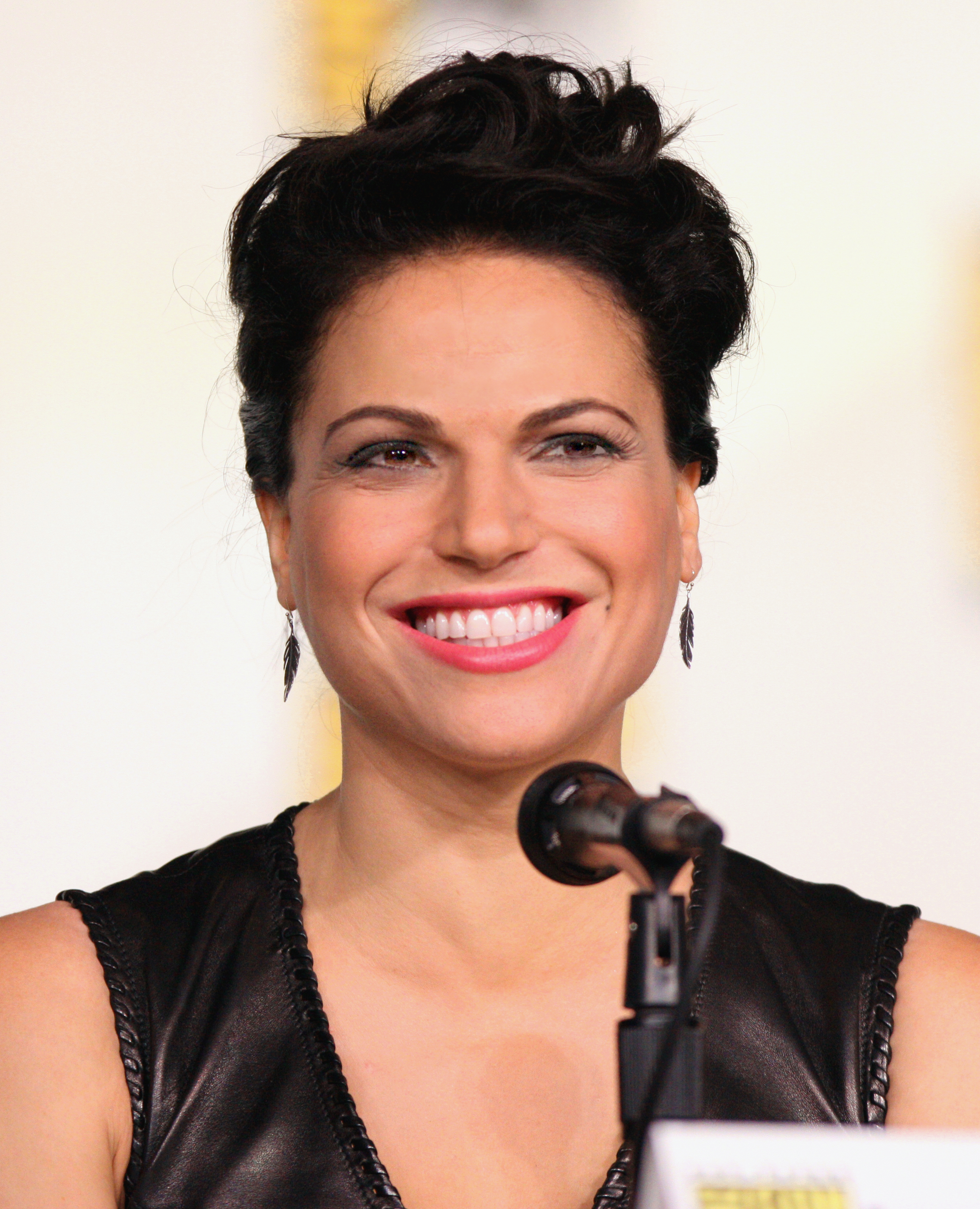
Lana Parrilla interprète Regina Mills / la Méchante Reine / Roni
Robert Carlyle interprète M. Gold / Rumplestiltskin / La Bête / Le Ténébreux / Tic Tac / Weaver
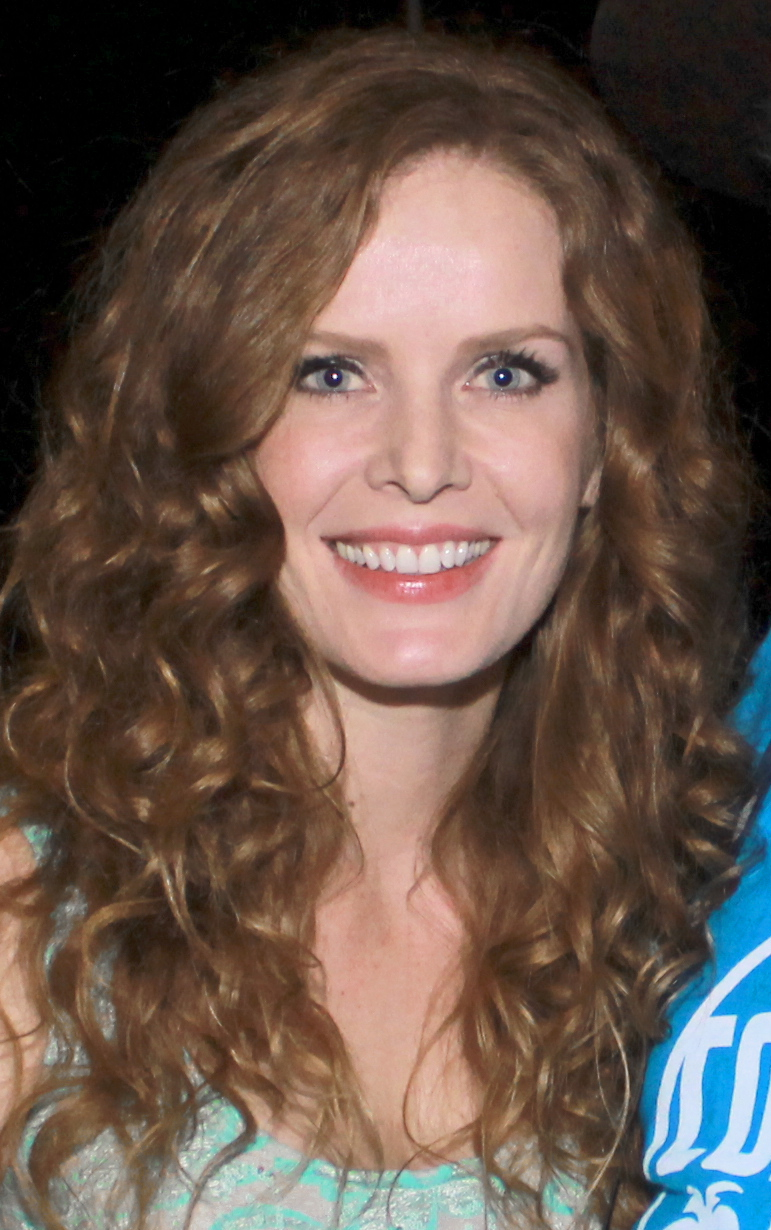
Rebecca Mader interprète Zelena, la Méchante sorcière de l'Ouest / Kelly
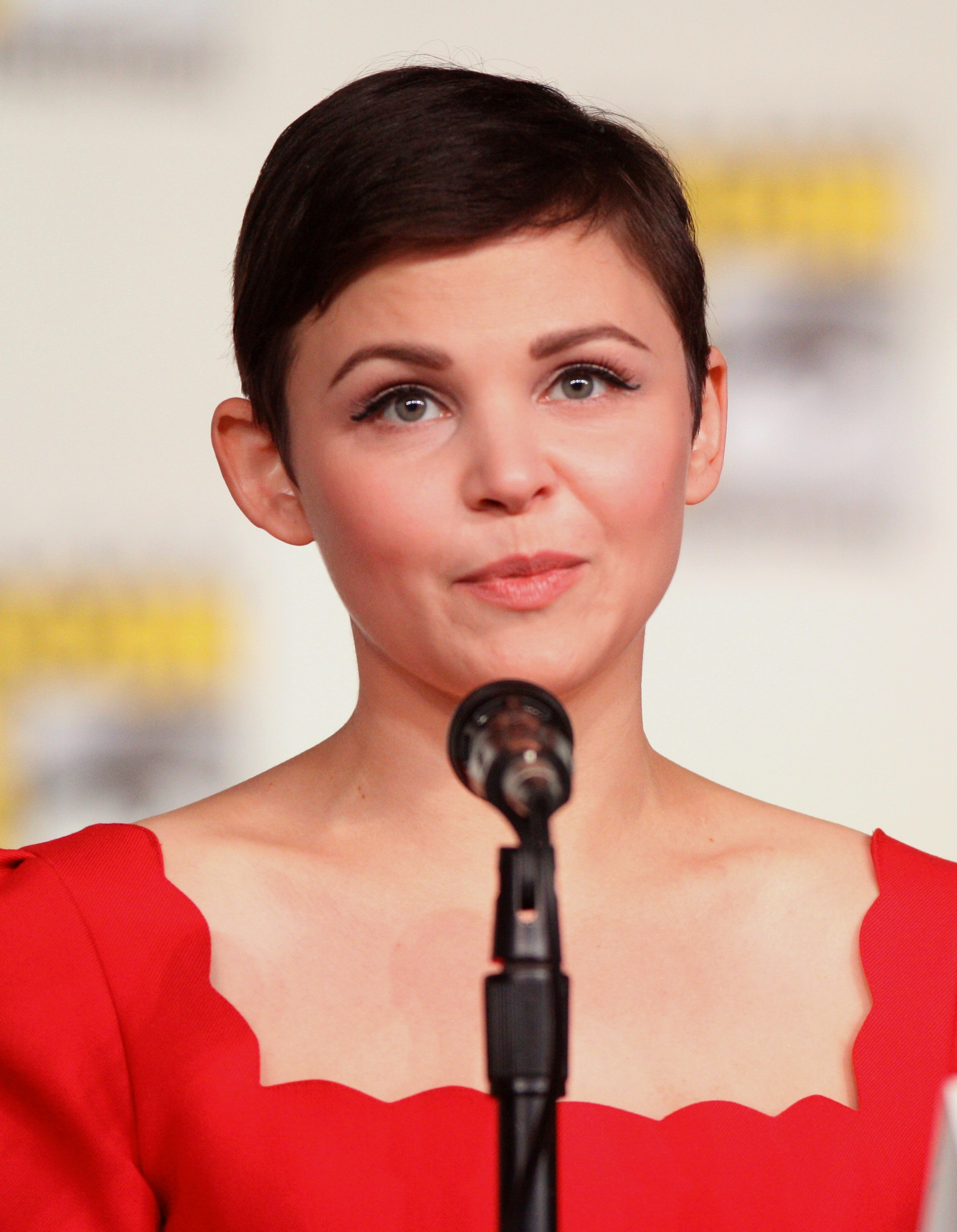
Ginnifer Goodwin interprète Mary Margaret Blanchard / Blanche-Neige
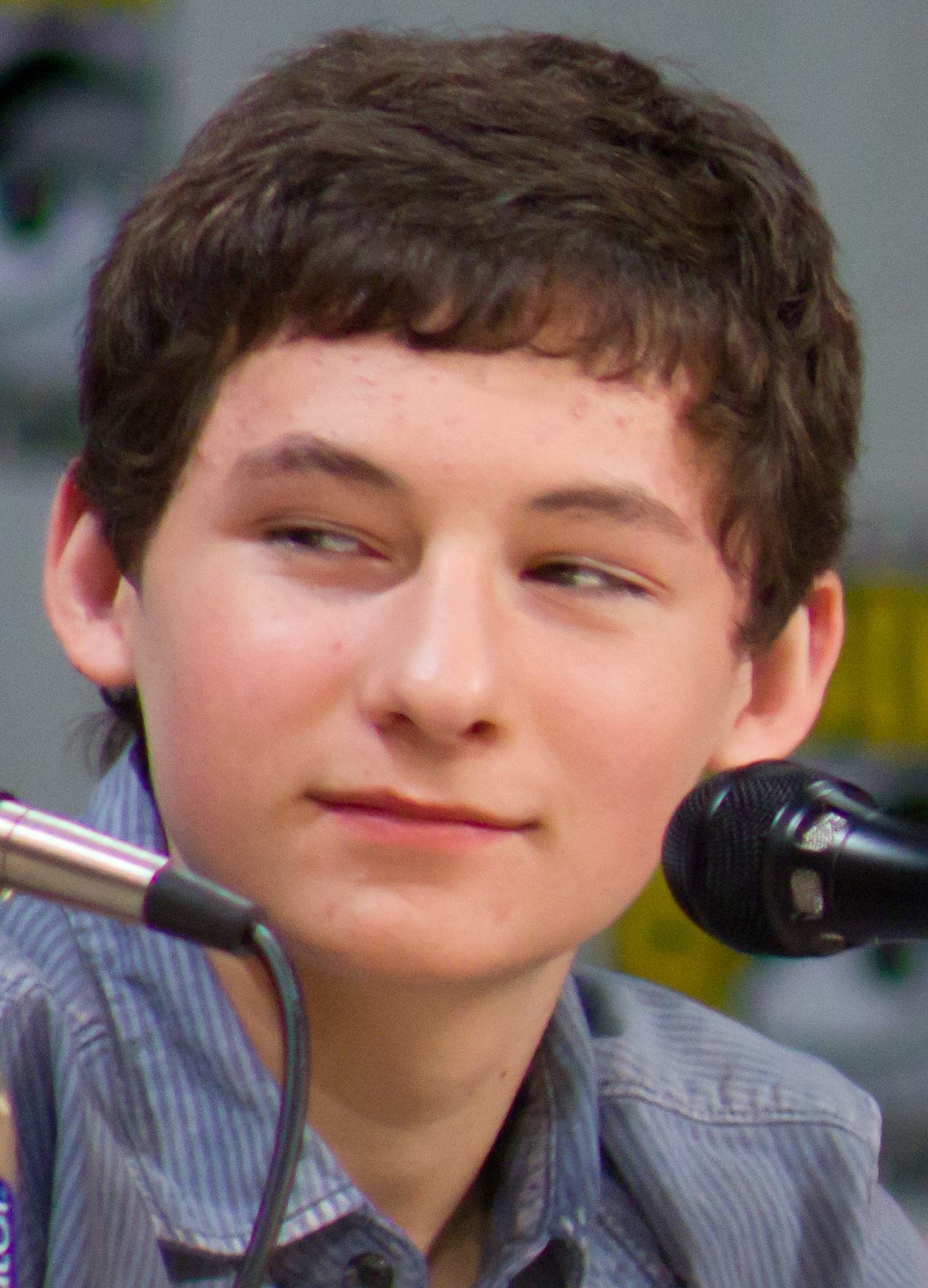
Jared S. Gilmore interprète Henry Mills
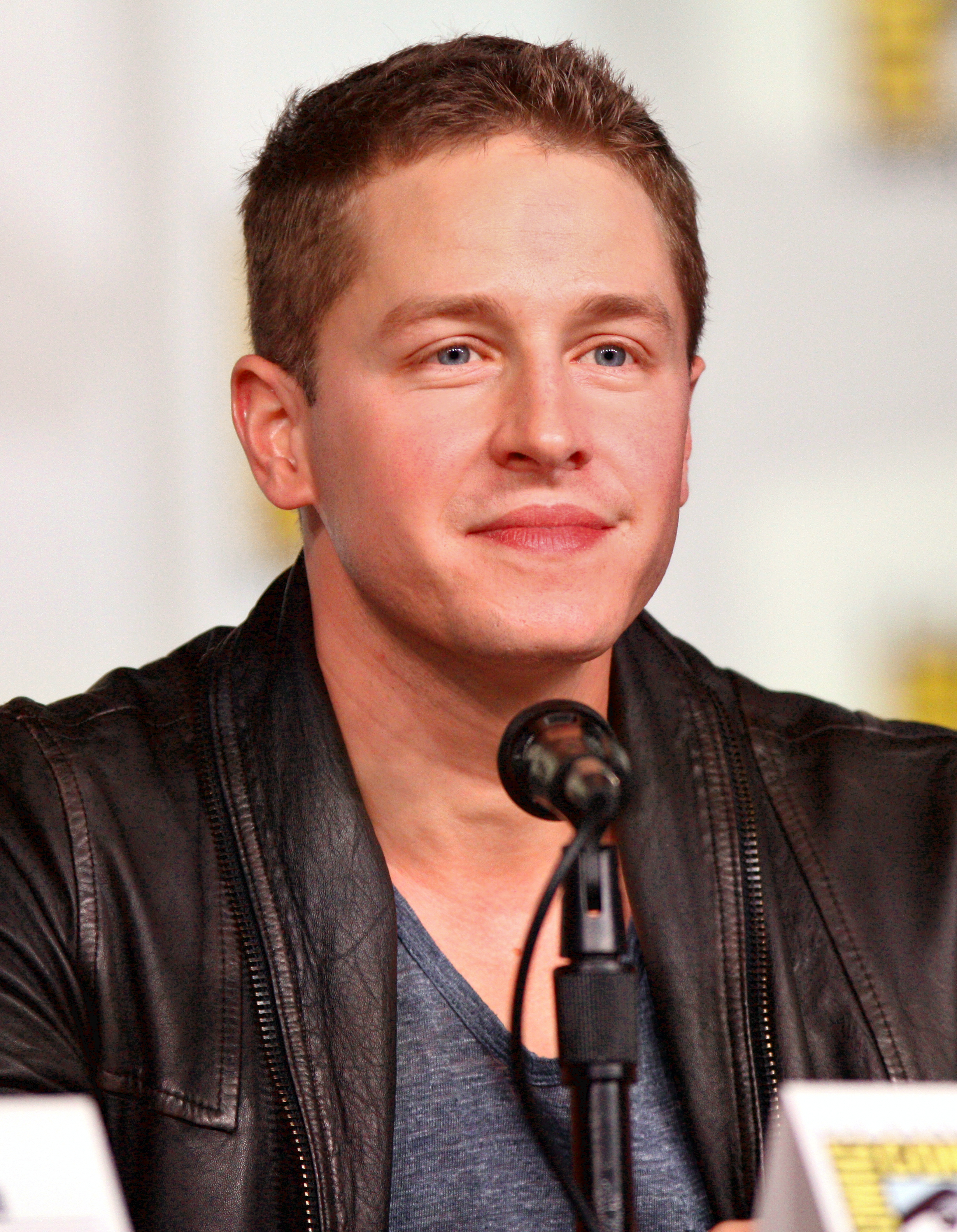
Josh Dallas interprète David Nolan / le prince Charmant
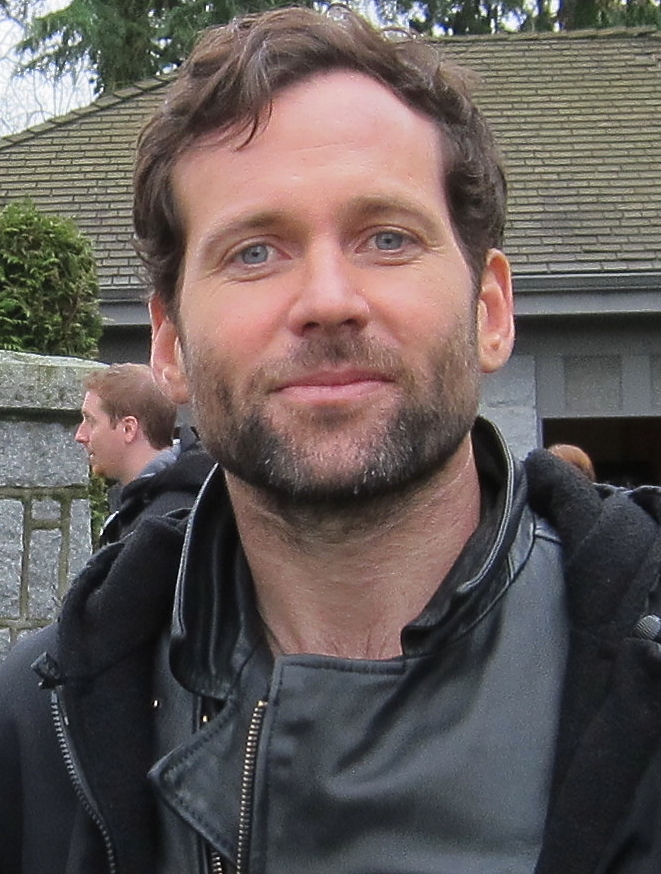
Eion Bailey interprète August W. Booth / Pinocchio
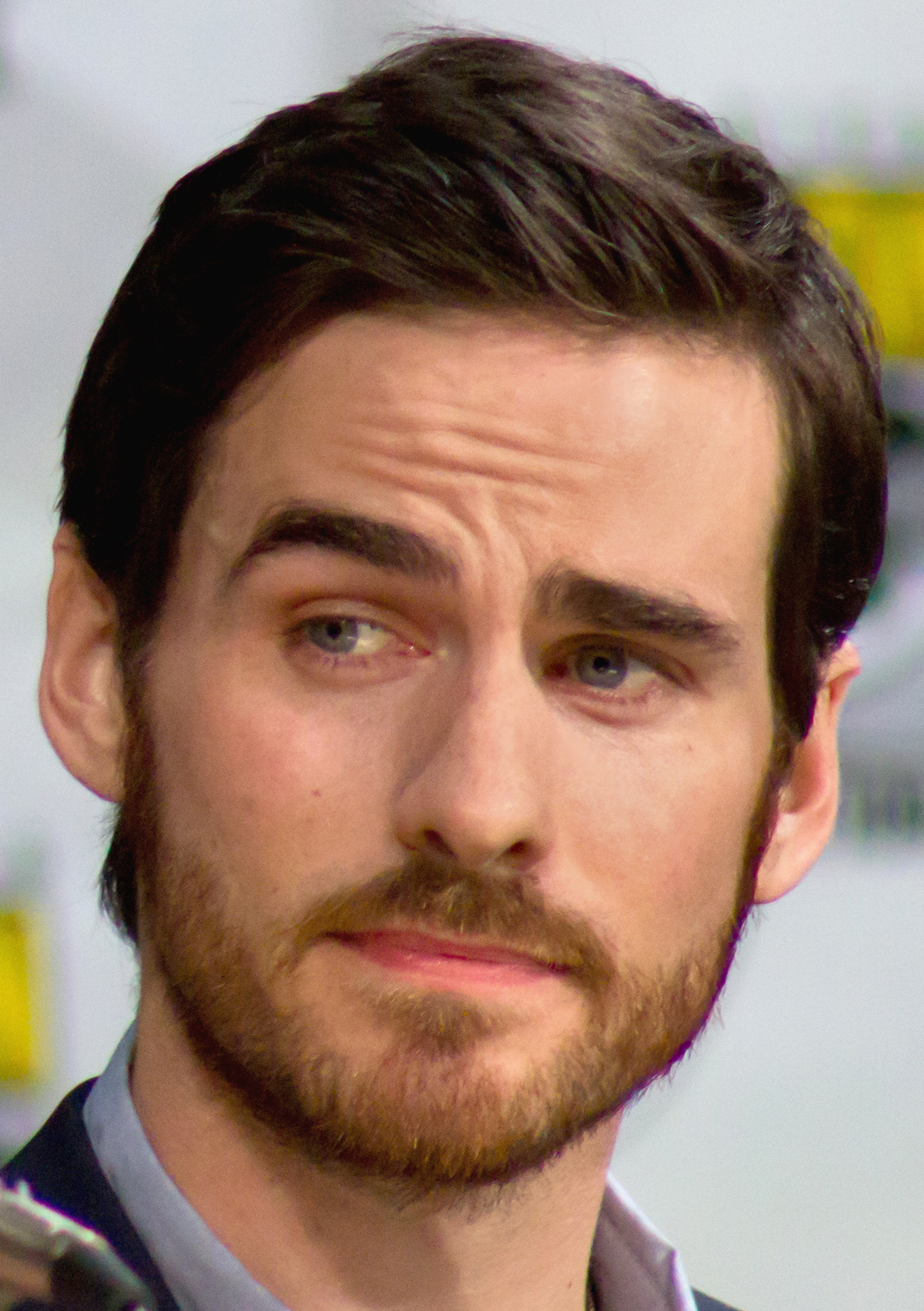
Colin O'Donoghue interprète Killian Jones / Capitaine Crochet / Rogers
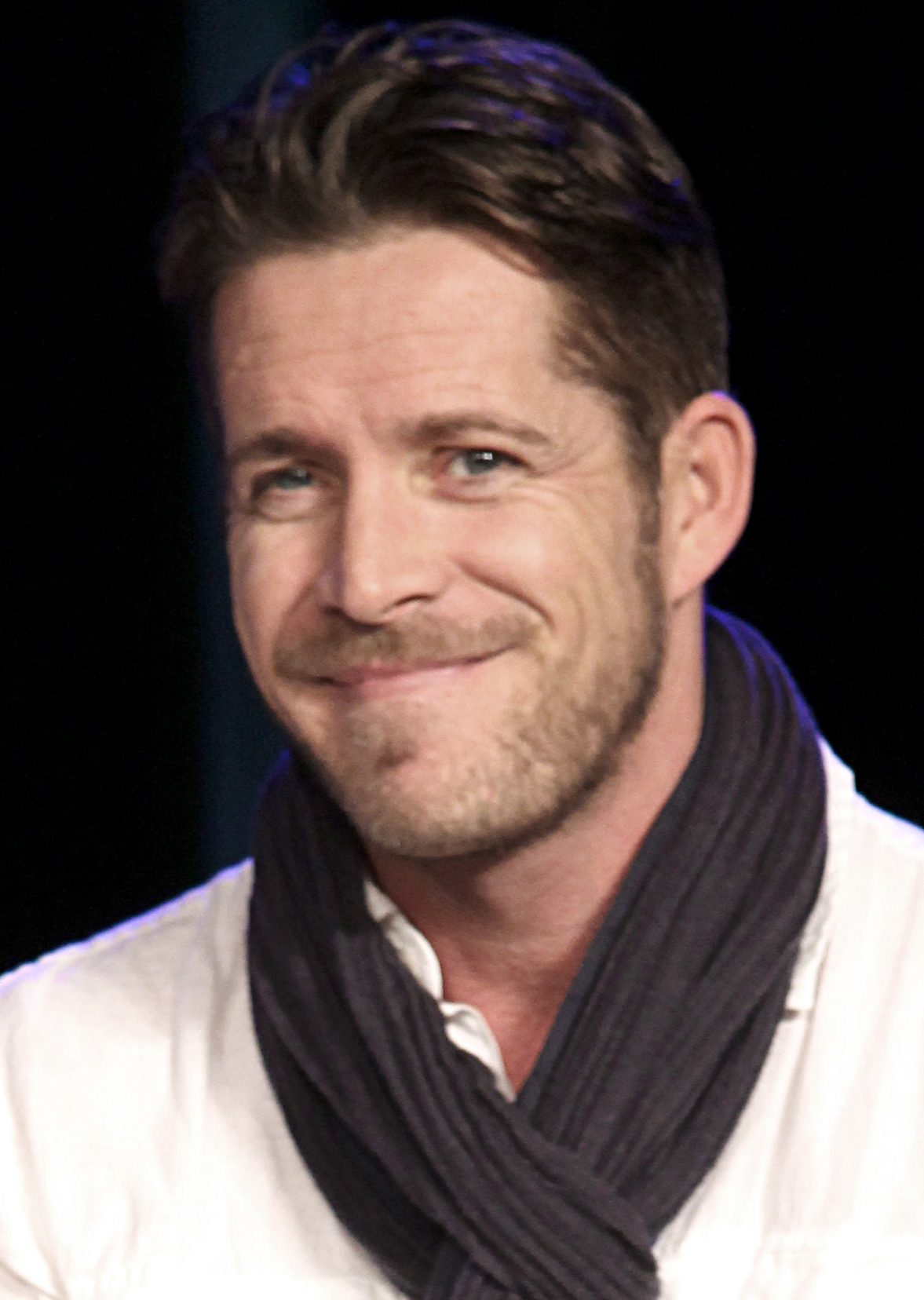
Sean Maguire interprète Robin des Bois
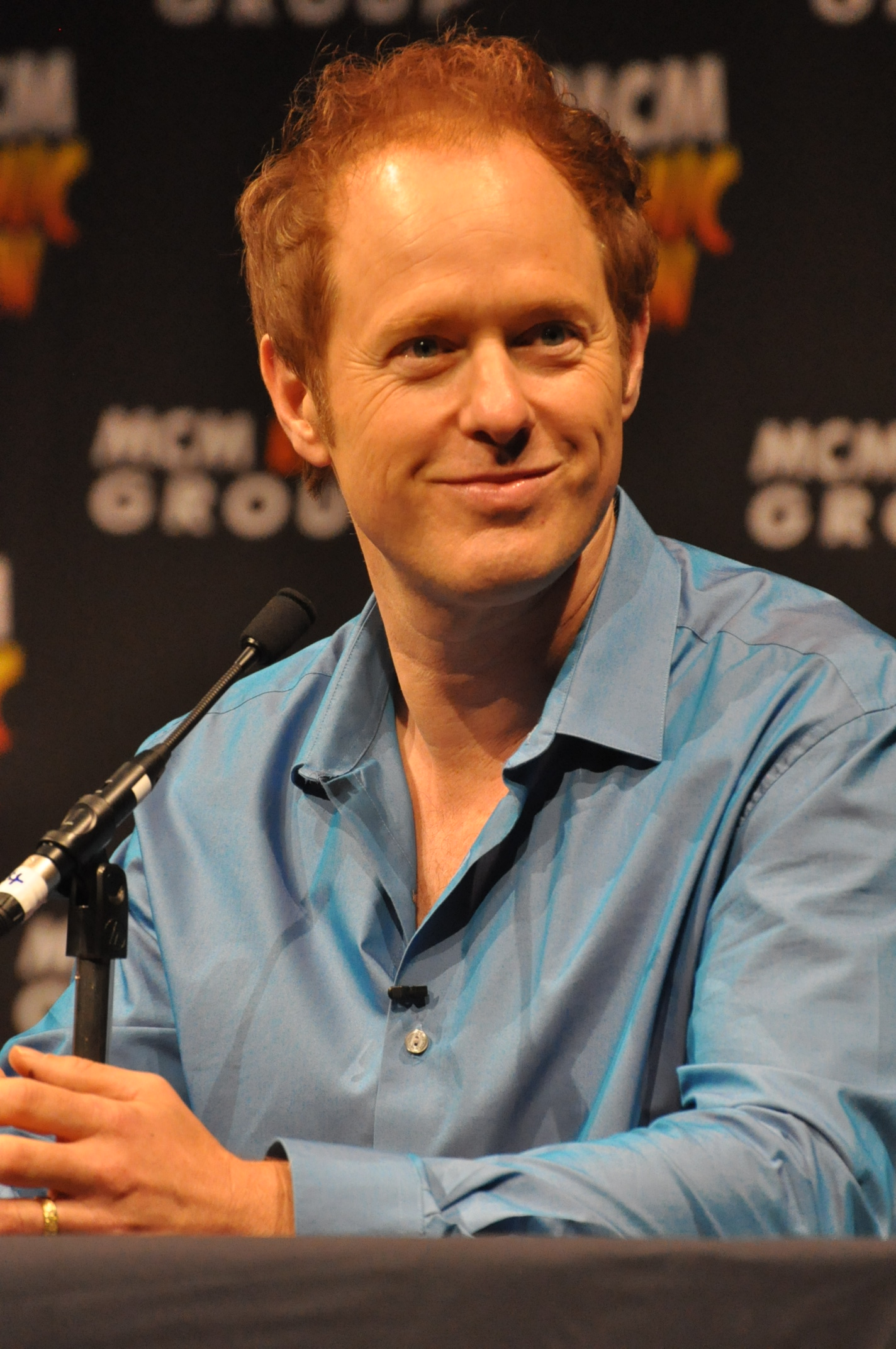
Raphael Sbarge interprète Archibald « Archie » Hopper / Jiminy Cricket
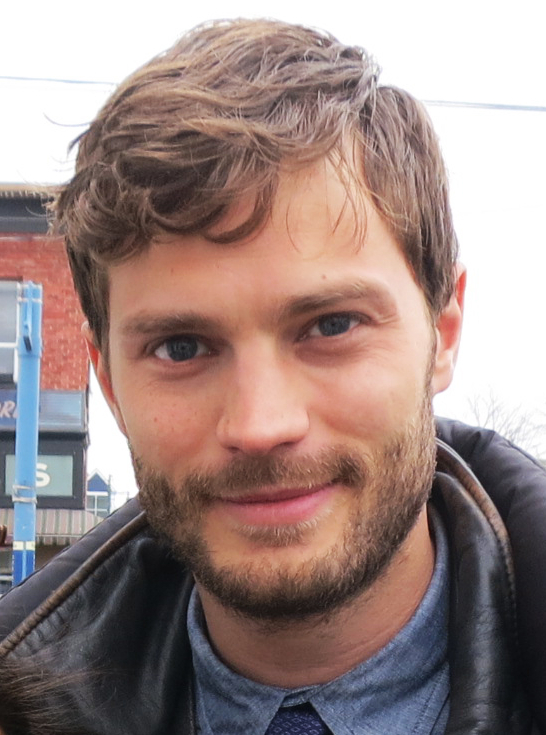
Jamie Dornan interprète Graham Humbert / le Chasseur
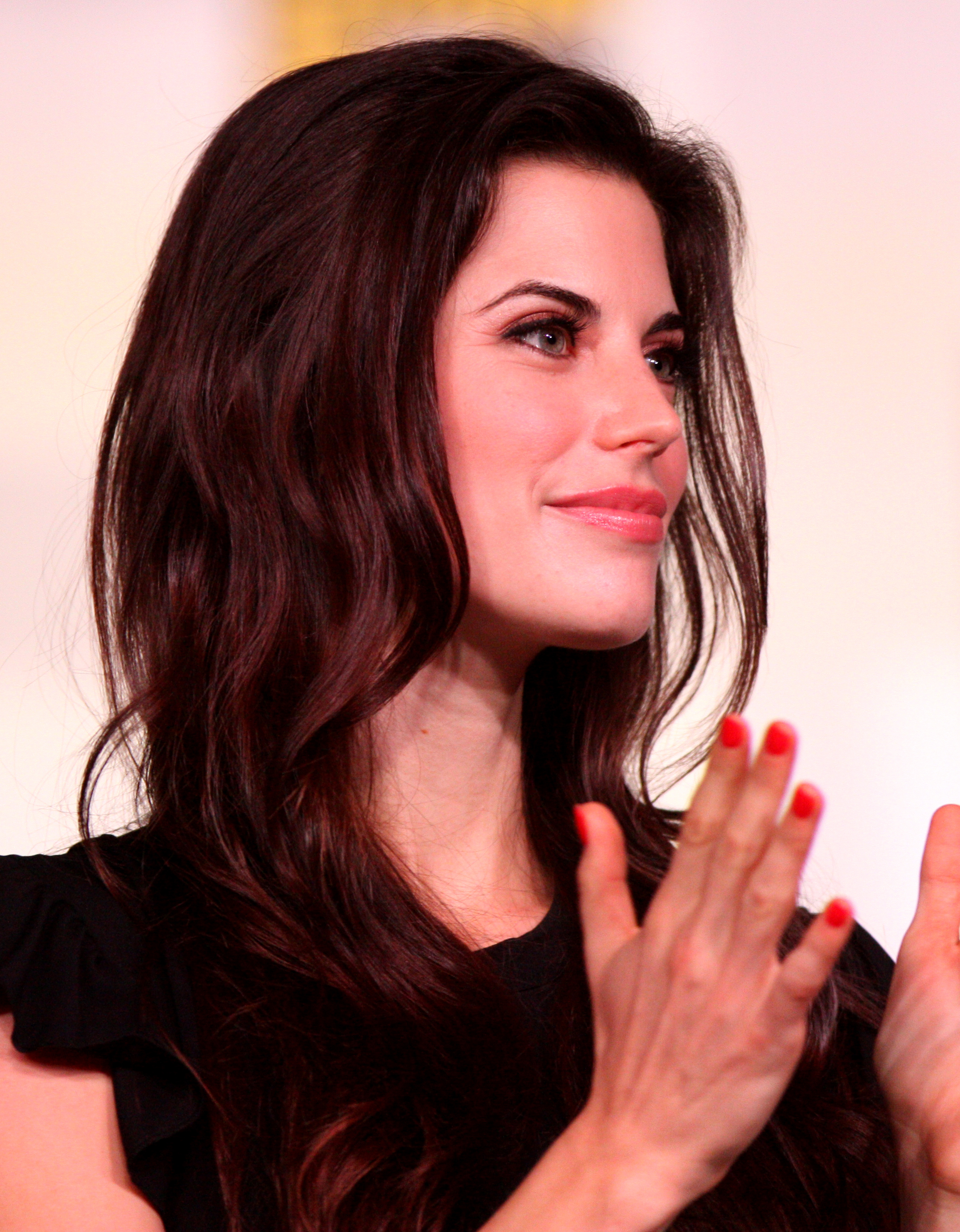
Meghan Ory interprète Ruby Lucas / Scarlet, le Petit Chaperon rouge / le Grand Méchant Loup
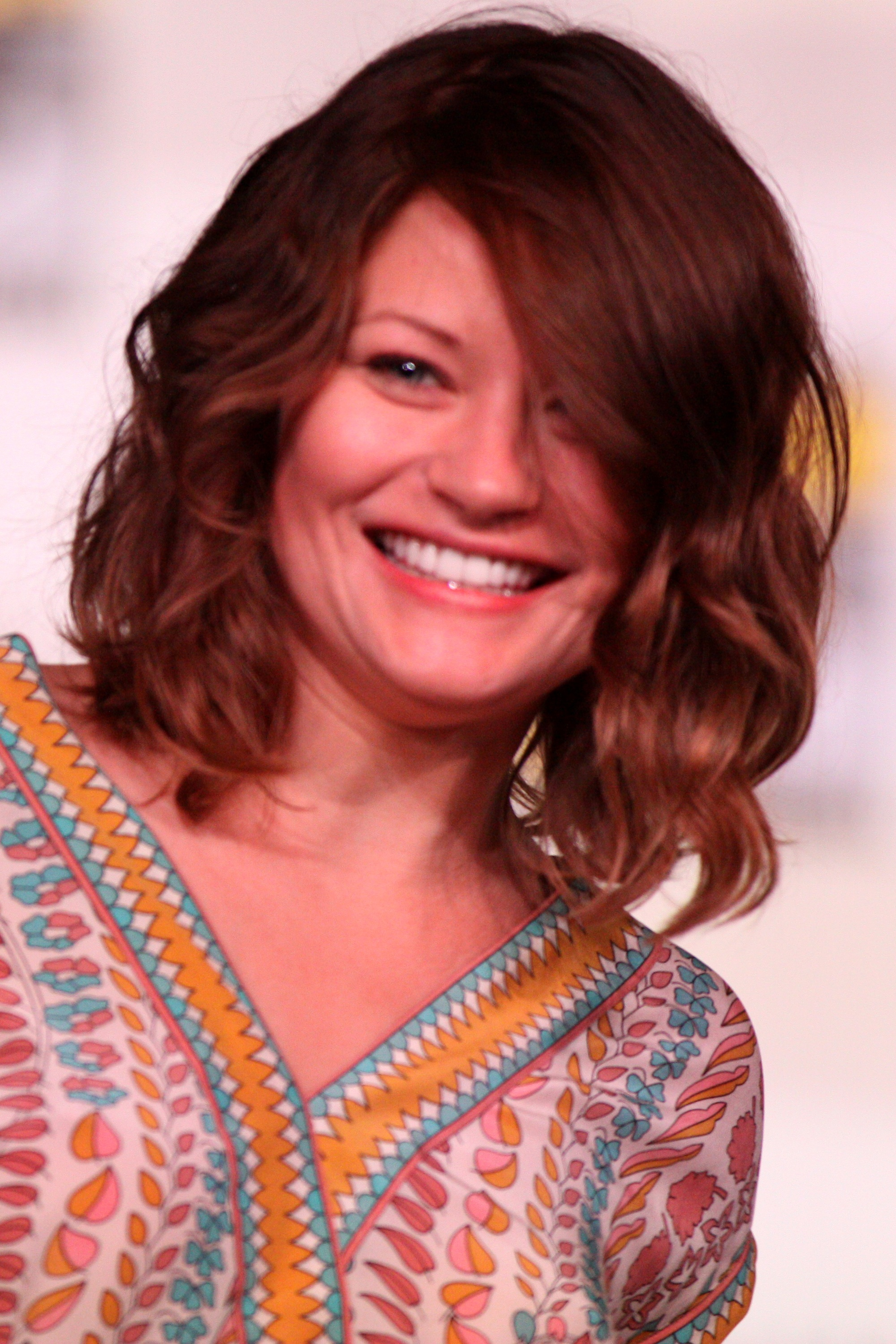
Emilie de Ravin interprète Belle French / Lacey French
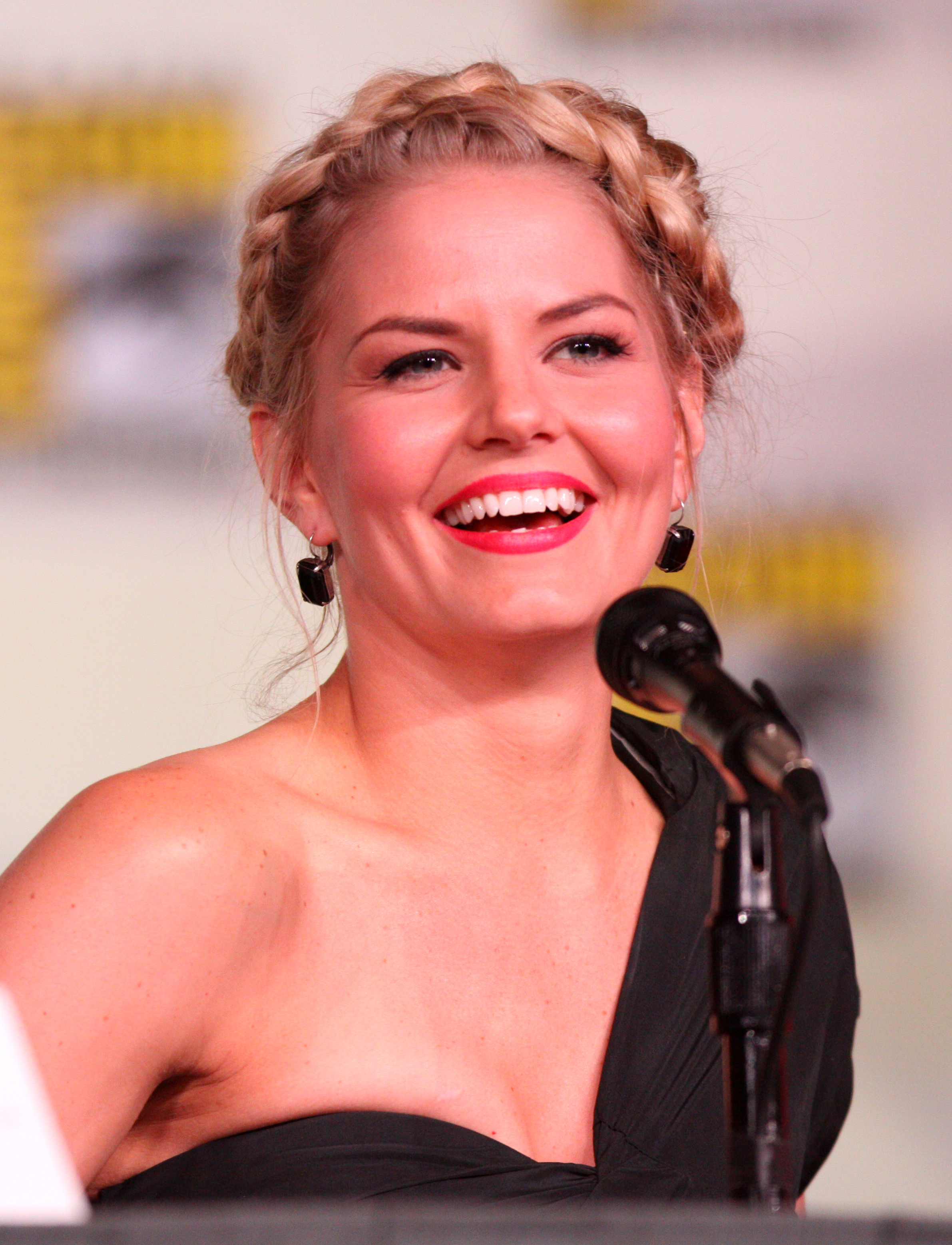
Jennifer Morrison interprète Emma Swan
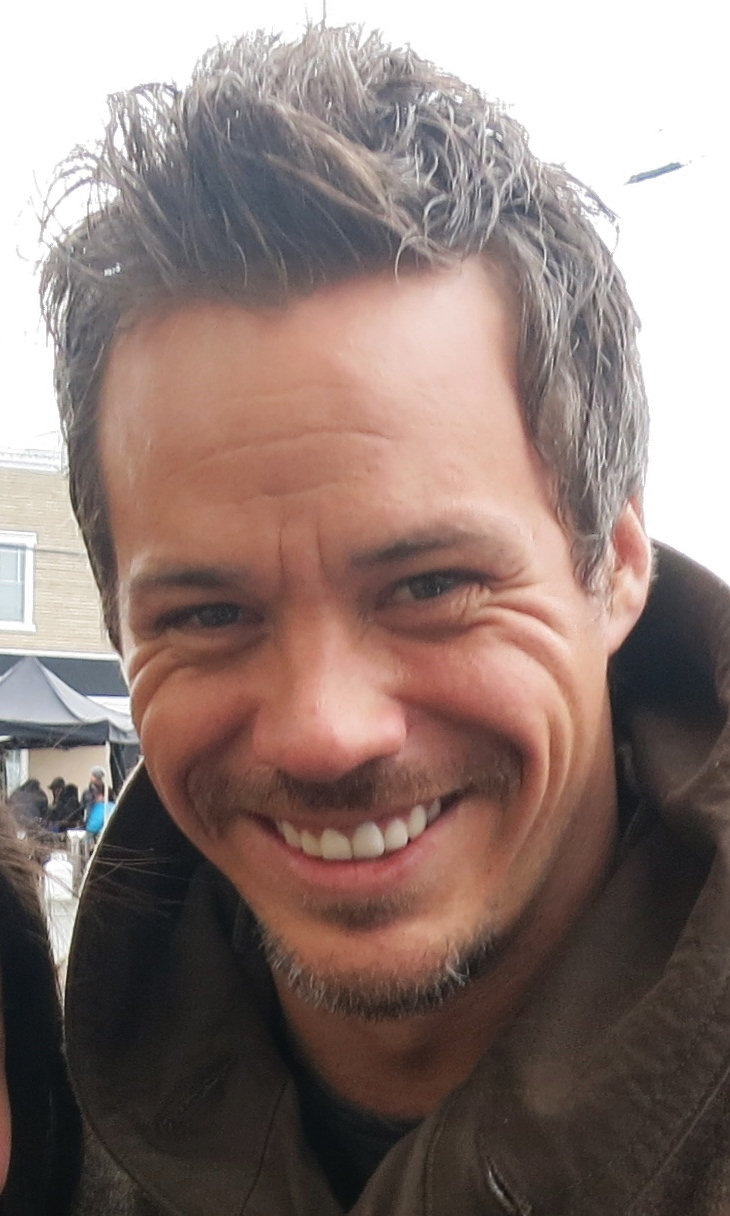
Michael Raymond-James interprète Neal Cassidy / Baelfire
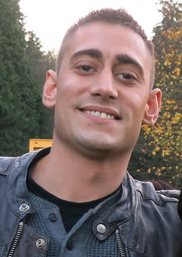
Michael Socha interprète Will Scarlet / Valet de Cœur
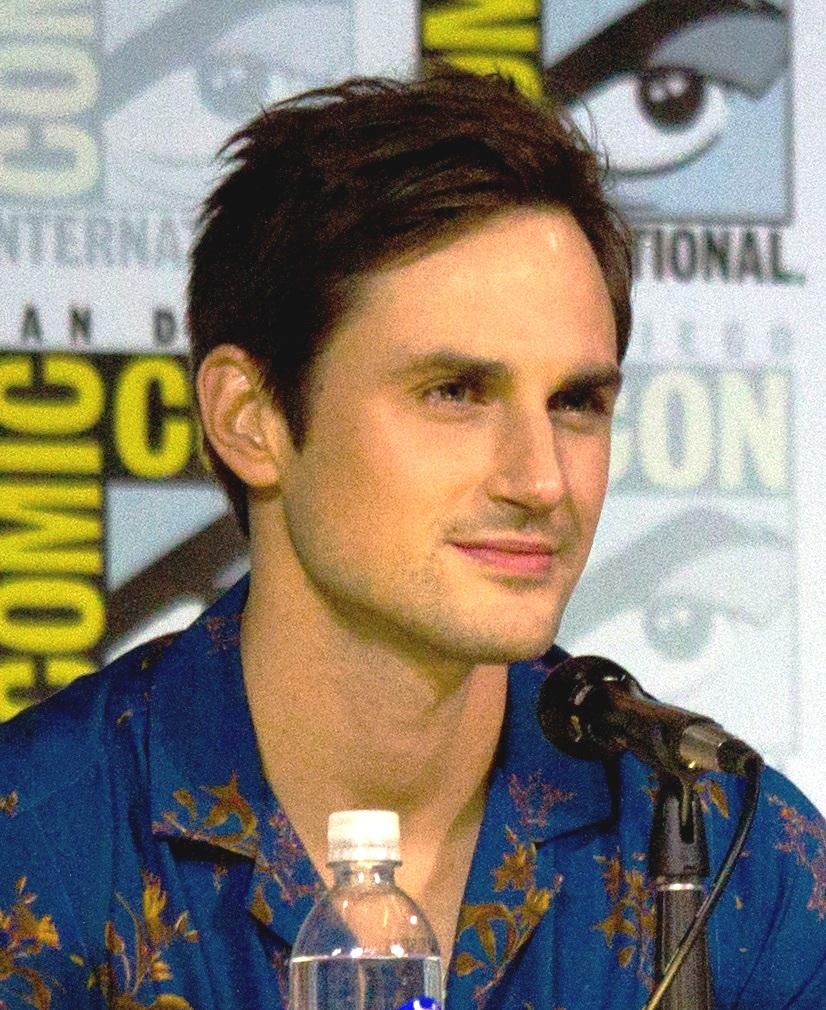
Andrew James West interprète Henry Mills (adulte)
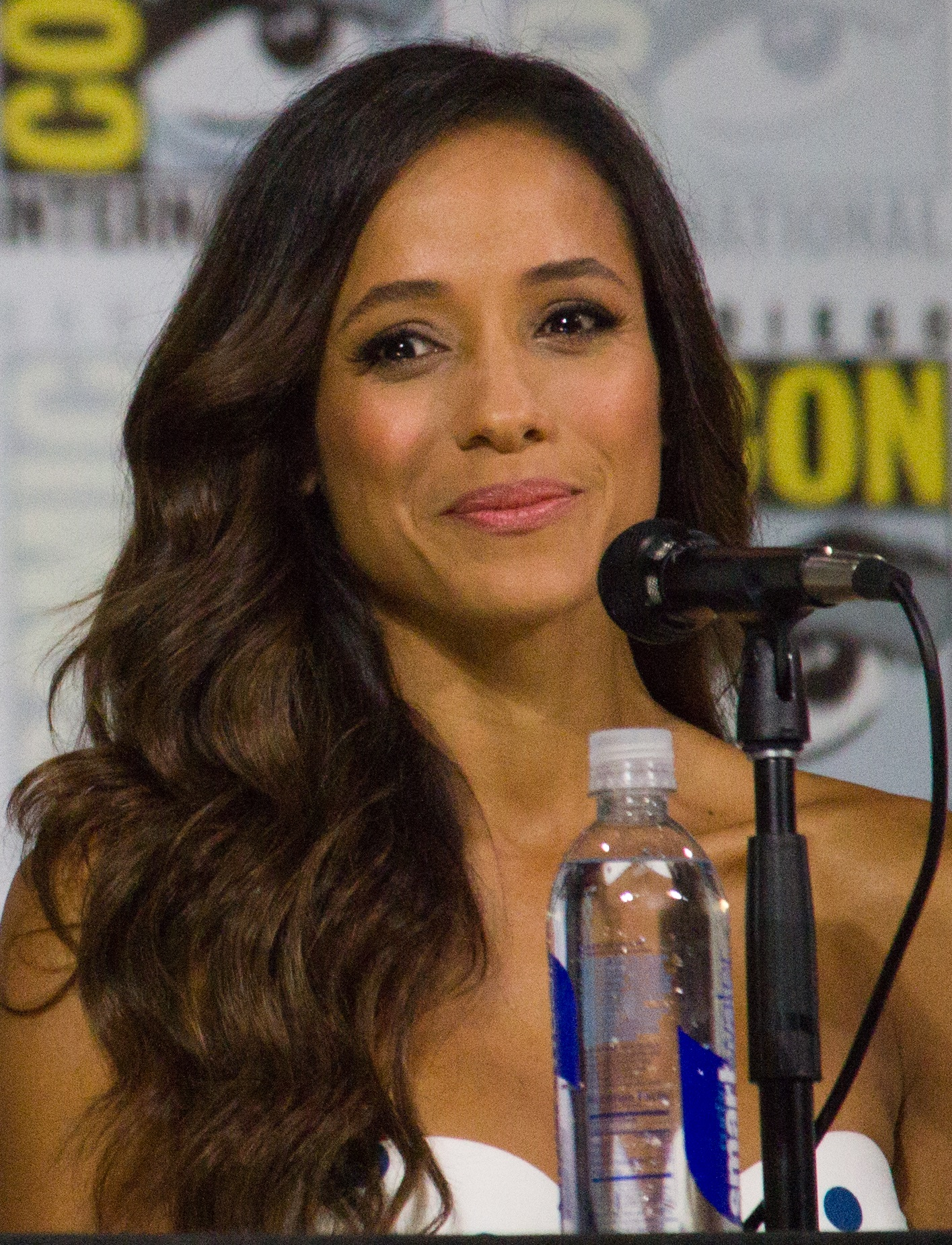
Dania Ramírez interprète Jacinda / Cendrillon
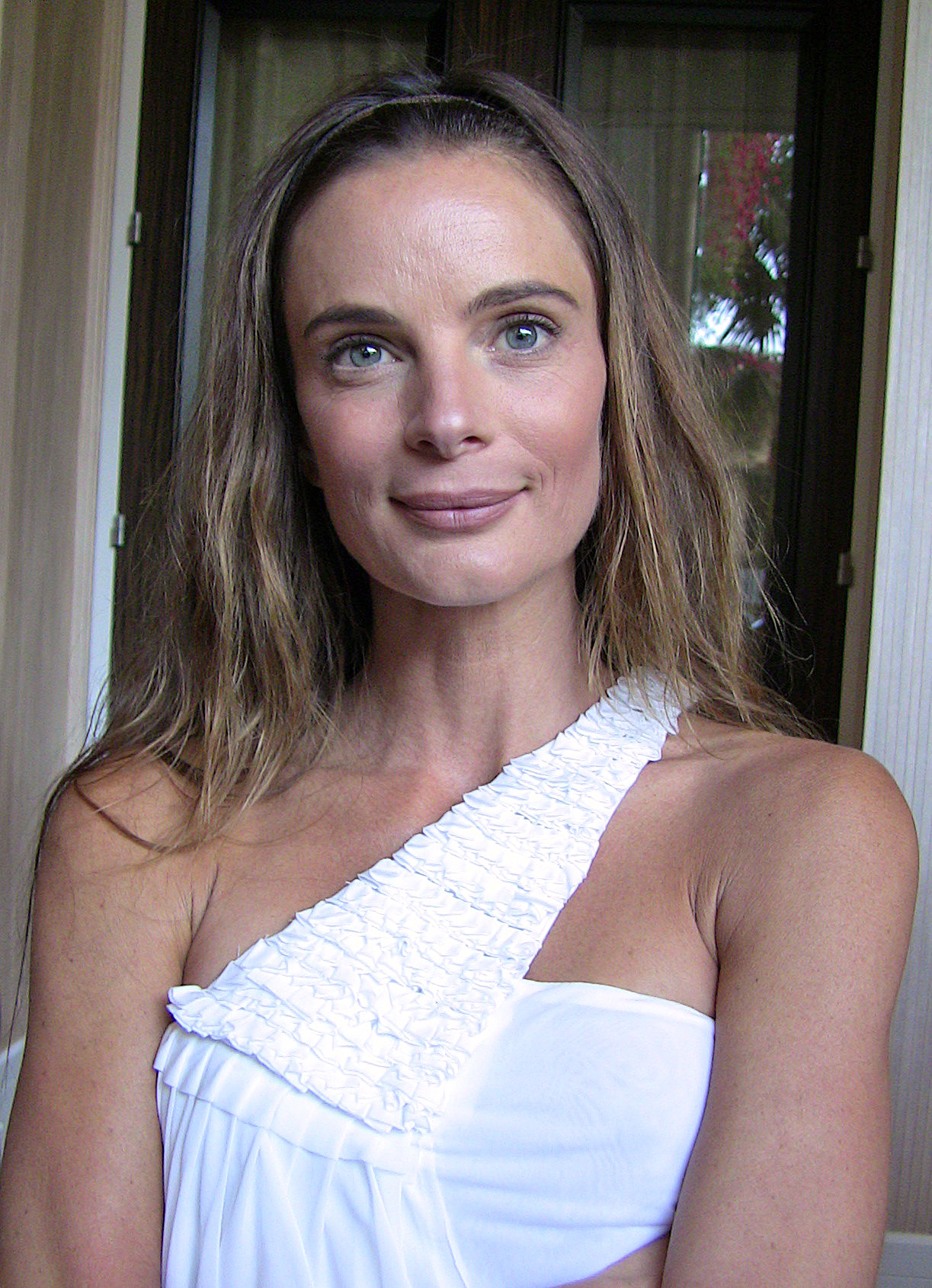
Gabrielle Anwar interprète Victoria Belfrey / Lady Trémaine / Raiponce
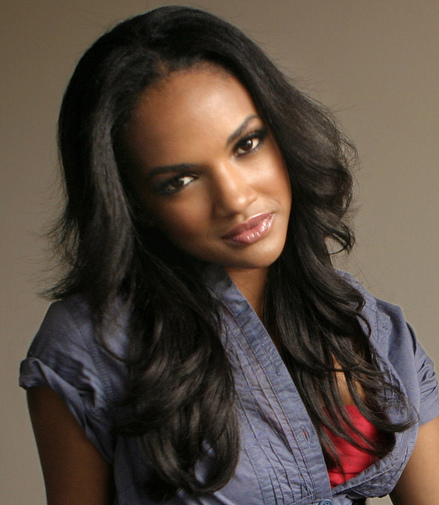
Mekia Cox interprète Sabine / Tiana.

### Acteurs récurrents
Note : Ici sont listés les acteurs considérés comme récurrents par leur cachet.
| Acteur                    | Personnage                                      | Saisons    | Saisons    | Saisons    | Saisons    | Saisons    | Saisons    | Saisons  |            |
| Acteur                    | Personnage                                      | Saison 1   | Saison 2   | Saison 3   | Saison 4   | Saison 5   | Saison 6   | Saison 7 | Wonderland |
| ------------------------- | ----------------------------------------------- | ---------- | ---------- | ---------- | ---------- | ---------- | ---------- | -------- | ---------- |
| Lee Arenberg              | Leroy/Rêveur/Grincheux                          |            |            |            |            |            |            |          |            |
| Beverly Elliott           | Granny Lucas/la veuve Lucas                     |            |            |            |            |            |            |          |            |
| Faustino Di Bauda         | Walter/Dormeur                                  |            |            |            |            |            |            |          |            |
| Michael Coleman           | Joyeux                                          |            |            |            |            |            |            |          |            |
| Gabe Khouth               | Tom Clark/Atchoum                               |            |            |            |            |            |            |          |            |
| Davi-Paul Grove           | Prof                                            | Récurrent  | Récurrent  | Récurrent  | Invité     | Récurrent  | Invité     | Invité   |            |
| Mig Macario               | Timide                                          | Récurrent  | Récurrent  | Récurrent  | Invité     | Récurrent  | Invité     |          |            |
| Keegan Connor Tracy       | La Mère Supérieure/la Fée Bleue                 | Récurrente | Récurrente | Récurrente | Invitée    | Invitée    | Récurrente | Invitée  |            |
| Jeffrey Kaiser            | Simplet                                         | Récurrent  | Récurrent  | Récurrent  | Invité     | Invité     |            |          |            |
| Tony Amendola             | Marco/Gepetto                                   | Récurrent  | Récurrent  | Invité     | Invité     |            | Invité     | Invité   |            |
| David Anders              | Dr Whale/Frankestein                            | Récurrent  | Récurrent  | Invité     |            | Invité     | Invité     |          |            |
| Dylan Schmid              | Bealfire (jeune)                                | Récurrent  | Récurrent  | Invité     |            |            |            |          |            |
| Tony Perez                | Henry Senior, le père de Regina                 | Récurrent  | Invité     |            | Invité     | Invité     | Invité     |          |            |
| Sebastian Stan            | Jefferson/le Chapelier Fou                      | Récurrent  | Invité     |            |            |            |            |          |            |
| Alan Dale                 | Albert Spencer/le roi Georges                   | Récurrent  | Invité     |            |            |            | Invité     |          |            |
| Giancarlo Esposito        | Sidney Glass/Miroir Magique/le Génie            | Récurrent  |            | Invité     | Invité     | Invité     | Invité     |          |            |
| Anastasia Griffith        | Kathryn Nolan/la princesse Abigail              | Récurrente |            | Invitée    |            |            |            |          |            |
| Jessy Schram              | Ashley Boyd/Cendrillon                          | Récurrente |            |            | Invitée    |            | Invitée    |          |            |
| Barbara Hershey           | Cora Mills/la Reine de Coeur, la mère de Régina | Invitée    | Récurrente | Invitée    | Invitée    | Invitée    |            |          | Invitée    |
| Kristin Bauer van Straten | Maléfique                                       | Invitée    | Invitée    |            | Récurrente |            |            | Invitée  |            |
| Ingrid Torrance           | L'infirmière Ratched                            | Invitée    | Invitée    |            | Invitée    | Récurrente | Invitée    |          |            |
| Emma Caufield             | La sorcière aveugle                             | Invitée    |            |            |            | Récurrente |            |          |            |
| Sarah Bolger              | La princesse Aurore, la Belle au bois dormant   |            | Récurrente | Récurrente | Invitée    |            |            |          |            |
| Chris Gauthier            | William Mouche dit "M. Mouche"                  |            | Récurrent  | Invité     | Invité     |            | Invité     | Invité   |            |
| Jamie Chung               | Mulan                                           |            | Récurrente | Invitée    |            | Invitée    |            |          |            |
| Julian Morris             | Prince Phillippe                                |            | Récurrent  | Récurrent  |            |            |            |          |            |
| Ethan Embry               | Greg Mendell/Owen Flynn                         |            | Récurrent  | Invité     |            |            |            |          |            |
| Sonequa Martin-Green      | Tamara                                          |            | Récurrente | Invitée    |            |            |            |          |            |
| Christie Laing            | Marianne                                        |            | Invitée    | Invitée    | Invitée    |            |            |          |            |
| Parker Croft              | Félix, l'un des enfants perdus                  |            | Invité     | Récurrent  |            |            |            |          |            |
| Freya Tingley             | Wendy Darling                                   |            | Invitée    | Récurrente |            |            |            |          |            |
| Rose McGowan              | Cora Mills jeune                                |            | Invitée    | Invitée    |            |            |            |          |            |
| Sinqua Walls              | Lancelot                                        |            | Invité     |            |            | Récurrent  |            |          |            |
| Rapahel Alejandro         | Roland                                          |            |            | Récurrent  | Récurrent  | Récurrent  |            |          |            |
| Joanna Garcia             | Ariel, la Petite Sirène                         |            |            | Récurrente | Invitée    |            | Invitée    | Invitée  |            |
| Robbie Kay                | Peter Pan/Malcolm, père de Rumpelstilskin       |            |            | Récurrent  |            | Invité     | Invité     | Invité   |            |
| Rose Mclver               | Fée Clochette                                   |            |            | Récurrente |            |            | Invitée    | Invitée  |            |
| Georgina Haig             | Elsa                                            |            |            | Invitée    | Récurrente |            |            |          |            |
| Victoria Smurfit          | Cruella Feinberg/Cruella d'Enfer                |            |            |            | Récurrente | Récurrente |            | Invitée  |            |
| Timothy Webber            | l'Apprenti                                      |            |            |            | Récurrent  | Récurrent  |            | Invité   |            |
| Patrick Fishler           | Isaac Heller/l'Auteur                           |            |            |            | Récurrent  |            | Invité     |          |            |
| Elizabeth Lail            | Anna                                            |            |            |            | Récurrente |            |            |          |            |
| Elizabeth Mitchell        | Sarah Fisher/Ingrid, la Reine des Neiges        |            |            |            | Récurrente |            |            |          |            |
| Scott Michael Foster      | Kristoff                                        |            |            |            | Récurrent  |            |            |          |            |
| Merrin Dungey             | Ursula                                          |            |            |            | Récurrente |            |            |          |            |
| Olivia Steele Falconer    | Violet                                          |            |            |            |            | Récurrente | Récurrente |          |            |
| Liam Garrigan             | Roi Arthur                                      |            |            |            |            | Récurrent  |            |          |            |
| Greg Germann              | Hadès                                           |            |            |            |            | Récurrent  |            |          |            |
| Joana Metrass             | Reine Guenièvre                                 |            |            |            |            | Récurrente |            |          |            |
| Amy Manson                | Merida                                          |            |            |            |            | Récurrente |            |          |            |
| Elliot Knight             | Merlin                                          |            |            |            |            | Récurrent  |            |          |            |
| Hank Harris               | Dr Jekyll                                       |            |            |            |            | Invité     | Récurrent  |          |            |
| Sam Witwer                | Mr Hyde                                         |            |            |            |            | Invité     | Récurrent  |          |            |
| Giles Matthey             | Gideon/Morphée                                  |            |            |            |            |            | Récurrent  | Invité   |            |
| Sara Tomko                | Lily la Tigresse                                |            |            |            |            |            | Récurrente | Invitée  |            |
| Jaime Murray              | Fiona, la Fée Noire                             |            |            |            |            |            | Récurrente |          |            |
| Deniz Akdeniz             | Aladdin                                         |            |            |            |            |            | Récurrent  |          |            |
| Karen David               | Jasmine                                         |            |            |            |            |            | Récurrente |          |            |
| Adelaide Kane             | Ivy Belfrey/Javotte                             |            |            |            |            |            |            |          |            |
| Robin Givens              | Eudroa, mère de Tiana                           |            |            |            |            |            |            |          |            |
| Emma Booth                | Eloise Gardener/Mère Gothel                     |            |            |            |            |            |            |          |            |
| Rose Reynolds             | Tilly/Alice                                     |            |            |            |            |            |            |          |            |
| Nathan Parsons            | Nick Branson/Jack                               |            |            |            |            |            |            |          |            |
| Meegan Warner             | Victoria Belfrey jeune/Raiponce jeune           |            |            |            |            |            |            |          |            |
| Tiera Skovbye             | Robin                                           |            |            |            |            |            |            |          |            |

- Récurrent(e)
- Invité(e)
- Absent(e)

Version française
- Société de doublage : Dubbing Brothers[14],[15]
- Direction artistique : Vanina Pradier[15]
- Adaptation des dialogues : Nadine Giraud, Olivier Sow et Cynthia Perin[15]

 Source et légende : version française (VF) sur RS Doublage et Doublage Séries Database

## Production

### Conception
Inspirés par l'idée d'écrire autour de contes de fées et de différents mondes à explorer, Edward Kitsis et Adam Horowitz ont commencé à travailler sur ce projet en 2002, neuf ans avant la diffusion du premier épisode de Once Upon a Time, alors que Felicity, la série sur laquelle ils avaient fait leurs débuts en tant que scénaristes, venait de s'achever. Ils en ont présenté une première ébauche de script à différentes chaînes mais aucune n'a été intéressée, en partie à cause de l'aspect fantastique qui effrayait à l'époque.
En travaillant sur Lost, les scénaristes apprirent à concevoir le récit d'une manière différente, à savoir que « le personnage doit l'emporter sur la mythologie ». Ils l'expliquent ainsi : « En tant qu'individus, vous devez visualiser le vide dans le cœur ou dans la vie des personnages pour vous soucier d'eux… Pour nous, cela concernait autant leurs périples et de voir ce qui leur a été arraché en venant à Storybrooke, et aller ainsi dans ce sens plutôt que d'en faire la « série sur la malédiction. »
Malgré les comparaisons et les similitudes avec Lost, les créateurs insistent sur la différences des deux séries. Pour eux, Lost tournait autour de la rédemption, tandis que Once Upon a Time se concentre sur « l'espoir ». Damon Lindelof, l'une des têtes pensantes de Lost, a servi de consultant à l'équipe pour le pilote, à la demande de Kitsis et Horowitz qui le nomment « parrain de la série ». Il n'a cependant aucun crédit officiel et n'est pas impliqué sur la suite de la série,.
Pour différencier la narration de la série de ce que le public connaissait déjà, le personnel de rédaction a décidé de commencer le premier épisode avec la fin du conte de fées typique de Blanche-Neige. Les thèmes concernant la famille et la maternité ont été soulignés, contrairement à l'accent mis sur la paternité dans Lost. Kitsis et Horowitz ont cherché à écrire des personnages féminins forts, plutôt que la demoiselle classique en détresse. Horowitz a exprimé son désir d'approcher chaque personnage de la même manière, se demandant: « Comment pouvons-nous personnifier ces icônes pour s'identifier à eux ? ».
Le premier épisode est censé être le « modèle de la série », Kitsis a ainsi confirmé que chaque épisode contiendrait des flashbacks entre les deux mondes car ils aimaient « l'idée d'aller et venir et d'informer sur le manque des personnages dans leurs vies ». Le désir des scénaristes était également de faire interagir de nombreux personnages issus d'univers distincts. Depuis lors, les créateurs ont ajouté davantage d'éléments à leur mythologie, et compte tenu des liens avec Disney (le réseau ABC étant acquis par la Walt Disney Company), ont réussi à élargir leur univers pour y intégrer des franchises plus récentes, en laissant des indices qu'ils pourraient envisager d'incorporer des personnages de Rebelle et de La Reine des Neiges dans les futurs épisodes, s'ils obtiennent le feu vert de Disney. Le cliffhanger de la dernière scène de la saison 3 révèle ainsi l'arrivée du personnage d'Elsa dans la série.
Le concept de base qui consiste à importer les personnages principaux du conte de Blanche-Neige dans le « monde réel » avait déjà été vu à la télévision, également sur le réseau ABC, dans la comédie éphémère The Charmings. La série a également un concept très similaire à la série de comics de Bill Willingham Fables, à laquelle ABC a acheté les droits en 2008, mais n'a jamais passé les stades de planification. Après que les fans de Fables ont soulevé la controverse sur le possible plagiat, les scénaristes ont d'abord nié un lien, puis s'ils reconnaissent en avoir lu quelques numéros, se défendent d'avoir plagié cette œuvre, pointant du doigt les nombreuses différences entre les deux projets. Bill Willingham a répondu à la controverse dans une interview, où il a déclaré qu'il ne pensait pas que la série était du plagiat et a déclaré : « Peut-être qu'ils se sont souvenus avoir lu Fables à l'époque, mais ne voulaient pas le mentionner parce que nous sommes devenus un peuple très litigieux »,.

### Développement
Le 1er février 2011, le script de l'épisode pilote a été commandé et écrit par Edward Kitsis et Adam Horowitz. Puis, le 17 mai 2011, ABC a annoncé le lancement de la production de la série pour une diffusion le 23 octobre 2011. Le budget des premières saisons rapporté dans les médias est estimé à environ 4,5 millions de dollars en moyenne par épisode, ce qui en faisait la troisième série télévisée la plus onéreuse en 2015 (derrière Game of Thrones et Sense8) et le programme le plus coûteux d'ABC à l'époque en cours de diffusion.

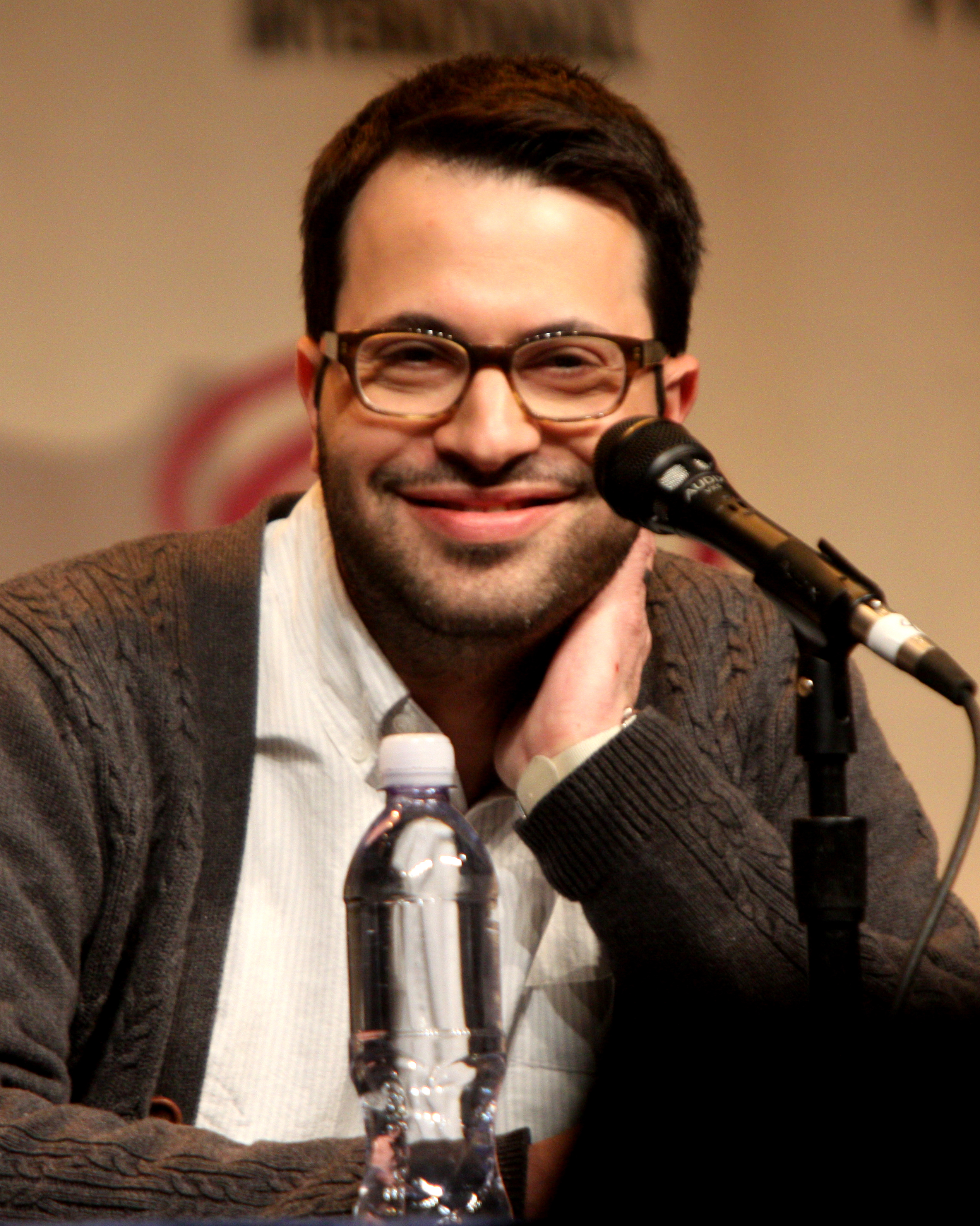
Edward Kitsis au Wondercon 2012 à Anaheim, Californie.

Le 3 novembre 2011, ABC commandé neuf épisodes supplémentaires, portant la série à vingt-deux épisodes.
Le 11 mai 2012, la série a été renouvelée pour une deuxième saison de vingt-deux épisodes.
Le 10 mai 2013, la série a été renouvelée pour une troisième saison de vingt-deux épisodes.
Le 9 mai 2014, la série a été renouvelée pour une quatrième saison de vingt-deux épisodes (ou vingt-trois selon la diffusion francophone).
Le 7 mai 2015, la série a été renouvelée pour une cinquième saison de vingt-trois épisodes.
Le 3 mars 2016, la série a été renouvelée pour une sixième saison de vingt-deux épisodes. En juillet, il est annoncé que cette saison ne sera plus divisée en deux arcs narratifs distincts comme les trois précédentes.
Un épisode musical, en pré-production depuis l'été 2016, a été annoncé le 2 février 2017. Le projet avait déjà été envisagé trois ans plus tôt mais n'avait pas abouti, faute de budget. Colin O'Donoghue s'est cassé le pied durant le dernier jour de tournage de cet épisode.[réf. nécessaire]
Initialement, cette sixième saison devait également comporter un ou plusieurs épisodes « vignette » censés compléter les intrigues laissées en suspens de personnages secondaires comme Maléfique, Lily, Will, Anastasia de la série dérivée, etc. mais l'idée a été avortée au profit de l'intrigue principale.
Il est révélé en janvier 2017 qu'il est question de re-conceptualiser la formule de la série dans l'éventualité où elle serait reconduite pour une septième saison. Cette « suite reboot » avait été envisagée depuis la saison 4.
Le 11 mai 2017, la série a été renouvelée pour une septième saison de vingt-deux épisodes. Un mois avant la diffusion de la saison, Channing Dungey, la présidente d'ABC, déclare que cette nouvelle formule « reboot » ouvre la possibilité à plusieurs nouvelles saisons pour la série. Plusieurs indices sur l'intrigue de la saison ont été glissés dans la première affiche promotionnelle. On pouvait ainsi y remarquer un soulier de verre, une citrouille, un lapin blanc, une fleur, un chat et une grenouille.
Le 16 mai 2017, ABC annonce sa grille de rentrée et indique que dorénavant la série sera diffusée le vendredi soir à 20 h dans un bloc fantastique suivi de la série Inhumans pour sa première saison fin septembre, puis de la cinquième saison de Marvel : Les Agents du SHIELD.
Le 6 février 2018, ABC annonce que la série ne sera pas renouvelée et se conclura à la fin de la septième saison. Adam Horrowitz et Edward Kitsis ont expliqué qu'ils s'étaient préparés à une annulation, et qu'à la place de terminer la saison sur le cliffhanger qu'ils avaient envisagé l'histoire aurait une conclusion même si elle laisserait des récits incomplets.

### Casting

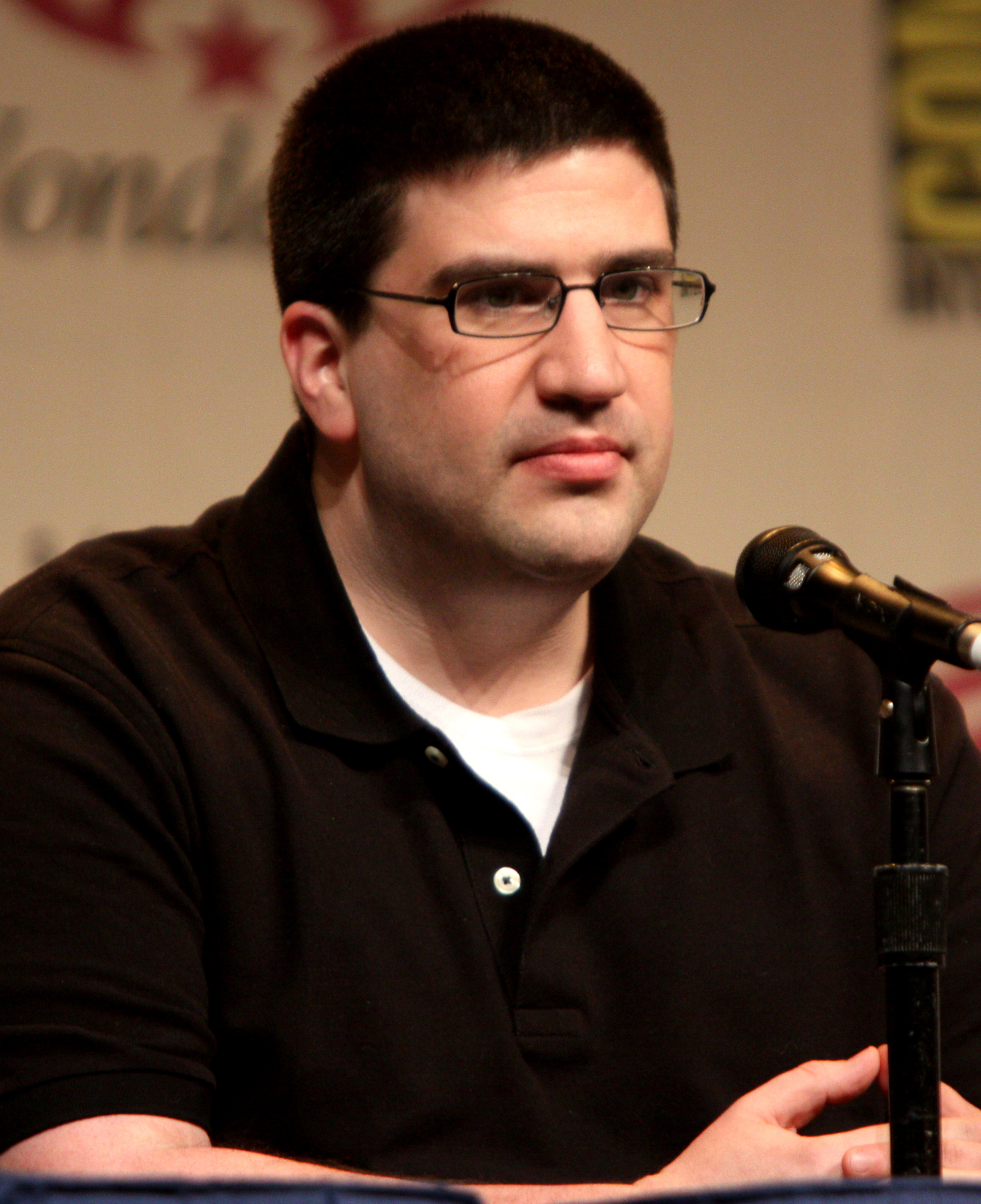
Adam Horowitz, au Wondercon 2012 à Anaheim, Californie.

Les rôles ont été attribués dans cet ordre : Lana Parrilla, Ginnifer Goodwin, Jennifer Morrison, Joshua Dallas, Jamie Dornan, Jared S. Gilmore et Raphael Sbarge.
En juillet 2011, l'acteur Giancarlo Esposito a obtenu un rôle récurrent dans la série.
En août 2011, Anastasia Griffith, Jessy Schram, David Anders et Alan Dale ont obtenu un rôle récurrent ou le temps d'un épisode voire plus.
Le 27 septembre 2011, les producteurs ont opéré des changements dans la distribution. L'actrice Paula Marshall, qui avait obtenu le rôle de Maléfique en juin 2011, a finalement été remplacée par Kristin Bauer.

En juin 2012, les actrices Meghan Ory (le Petit Chaperon rouge / Ruby) et Emilie de Ravin (Belle / Lacey French) ont été promues actrices principales lors de la deuxième saison.

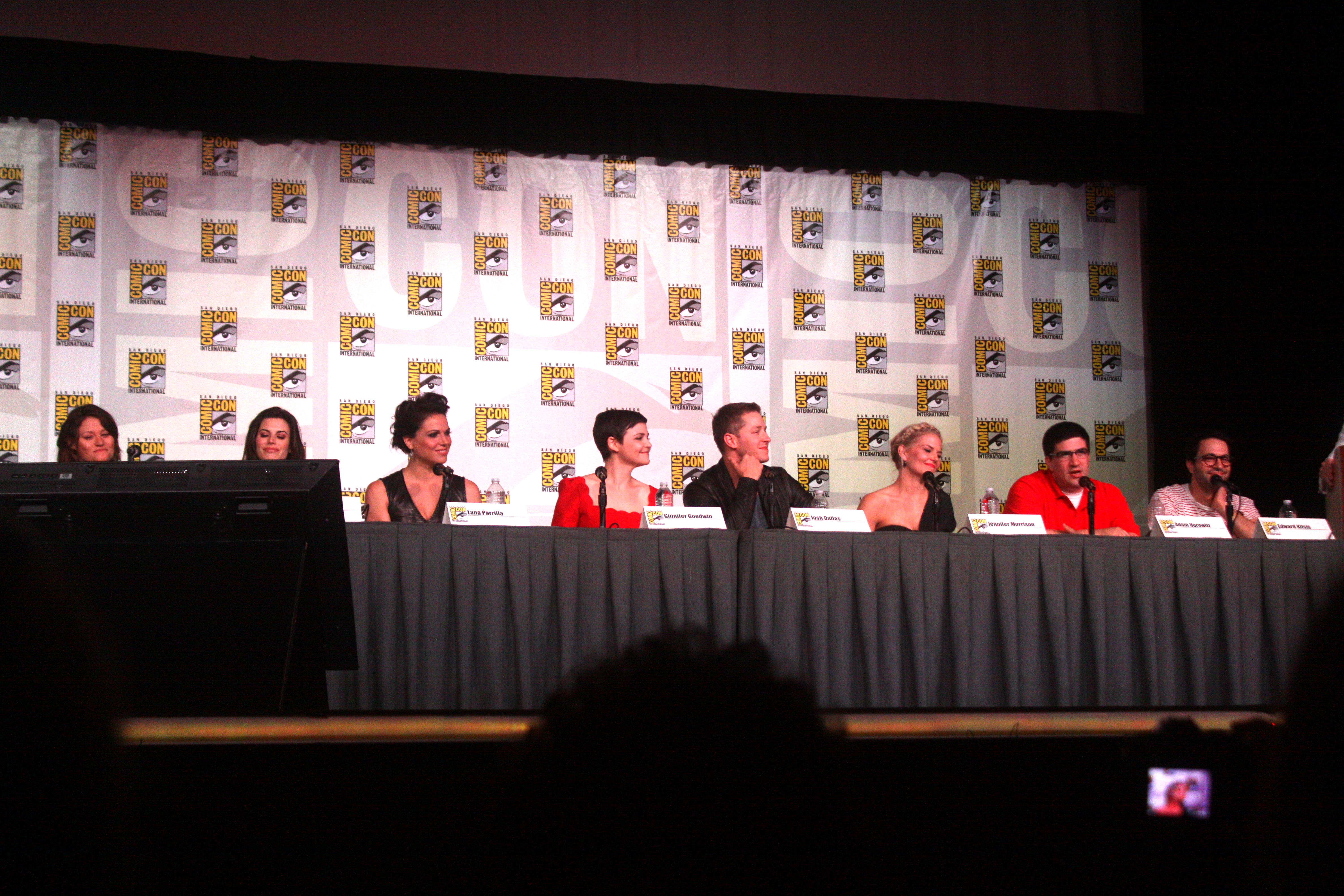
Une partie du casting au Comic-Con International de San Diego en 2012.

En juillet 2012, Sarah Bolger (dans le rôle de la princesse Aurore, la Belle au bois dormant, Jamie Chung (dans le rôle de la guerrière Mulan), Sinqua Walls (dans le rôle de sir Lancelot) et Julian Morris (dans le rôle du prince Phillip) ont obtenu un rôle récurrent lors de la deuxième saison.
En janvier 2013, les actrices Sonequa Martin-Green et Lesley Nicol ont obtenu respectivement un rôle récurrent et un rôle le temps d'un épisode lors de la deuxième saison.
En février 2013, l'acteur Colin O'Donoghue a intégré officiellement la distribution principale après quatorze épisodes. Le même mois, à la suite de la possibilité de lancer une série dérivée basée sur le personnage du Chapelier fou, les producteurs expliquent que son interprète, Sebastian Stan, sera recasté étant donné sa non-disponibilité. En mars 2013, Edward Kitsis déclare que l'idée d'une série dérivée a simplement été évoquée et qu'il n'est pas prévu de changer l'acteur.
En mai 2013, l'acteur Michael Raymond-James a été promu au statut d'acteur principal lors de la troisième saison et l'actrice Meghan Ory ne fera plus partie de la distribution principale puisqu'elle a été choisie pour intégrer la nouvelle série de mi-saison Intelligence sur CBS. Respectivement en juillet et décembre 2013, Sean Maguire et Rebecca Mader ont obtenu un rôle récurrent au cours de cette même saison.
En juillet 2014, Elizabeth Lail décroche le rôle d'Anna, Scott Michael Foster le rôle de Kristoff, Georgina Haig le rôle d'Elsa (de La Reine des neiges) et Elizabeth Mitchell dans le rôle d'Ingrid, la Reine des glaces. Michael Raymond-James ne fera plus partie de la distribution principale. Après l'annulation de la série dérivée Once Upon a Time in Wonderland, Michael Socha conserve son rôle de Will Scarlet en intégrant la quatrième saison de la série en tant que principal, mais ne reviendra pas l'année suivante.
En juin 2015, Sean Maguire et Rebecca Mader sont promus à la distribution principale pour la cinquième saison. Bien que Sean Maguire ne soit plus principal dans la sixième saison, il reste toutefois récurrent au cours de plusieurs épisodes.
En mars 2017, Andrew James West a obtenu le rôle d'Henry Mills, adulte lors du dernier épisode de la sixième saison avec une possibilité d'être promu principal si la série était renouvelée pour une septième. En mai 2017, l'acteur est confirmé au statut d'acteur principal pour la septième saison, celle-ci étant comme une sorte de nouveau chapitre de la série.
Entre mars et mai 2017, Ginnifer Goodwin, Josh Dallas, Jennifer Morrison (via son compte Instagram), Rebecca Mader (via son compte Instagram, Jared S. Gilmore et Emilie de Ravin annoncent leur départ de la série à la fin de la sixième saison avec toutefois l'opportunité d'apparaître dans au moins un épisode durant la nouvelle saison.
En juillet 2017, Dania Ramírez a obtenu le rôle principal de Cendrillon et Gabrielle Anwar, celui de Lady Trémaine puis Adelaide Kane, le rôle récurrent de Javotte,, Rose Reynolds (en), celui d'Alice, et Mekia Cox, celui de Tiana, lors de la septième saison. Le même mois, Jennifer Morrison annonce, via son compte Instagram avec des photos, être de retour le temps d'au moins un épisode.

### Tournage

#### Décors réels
La série est principalement tournée à Vancouver, en Colombie-Britannique, au Canada et Seattle pour la saison 7.
Alors que les scènes d'intérieur sont tournées en studios, la plupart des scènes extérieures de la ville fictive de Storybrooke sont filmées à Steveston Village, près de Richmond, avec des éléments de décor factices comme les enseignes des commerces fictifs ou la tour de l'horloge qui est rajoutée numériquement à l'écran. Pendant le tournage, tous les objets aux couleurs vives (fleurs, etc.) sont dissimulés pour renforcer le caractère subordonné de l'histoire de la ville.
Situé au Pays Imaginaire, la plupart des scènes de la première moitié de la saison 3 ont été tournés dans un studio constamment réaménagé pour représenter jusqu'à douze endroits tropicaux différents, incluant les camps de Peter Pan, M. Gold et le groupe d'Emma. Les décors, assez onéreux, ont pris un mois à construire et ont été inspirés par le film d'animation Disney Peter Pan et le village Ewok de Star Wars, épisode VI : Le Retour du Jedi. Les plantes et les accessoires ont été déplacés pour créer de nouveaux environnements. Près de 70 % des plantes étaient réelles et il a fallu cinq jours pour toutes les assembler. Il y avait deux cents vraies plantes qui devaient être arrosées et taillées tous les jours et chauffées la nuit, trente souches d'arbres et 450 fausses branches auxquelles il fallait ajouter des feuilles de soie.
L'intrigue de la septième saison prenant principalement place à Seattle, dans le quartier fictif d'Hyperion Heights, c'est dans le New Westminster que la plupart des scènes extérieures sont tournées.

#### Effets spéciaux
Les effets numériques de la série (décors, créatures, éléments surnaturels, etc.) sont créés par la société Zoic Studios. Un certain nombre de lieux fantastiques ou merveilleux, notamment les châteaux et palais, ainsi que quelques endroits du Monde sans magie, sont des incrustations d'effets spéciaux en 3D sur fonds verts, parfois bleus ou violets, tournées en studios.
La série comportant beaucoup d'effets numériques comparée à la plupart des autres programmes, ce qui est complexe pour de longues séries diffusées sur des réseaux multichaînes, la qualité des effets visuels de Once Upon a Time est très critiquée.

### Musique
C'est Mark Isham qui compose les thèmes musicaux de la série. ABC Studios sort un album extented play le 14 février 2012. Les bandes originales des saisons 1 et 2, sorties respectivement le 1er mai 2012 et 13 août 2013, étaient publiquement disponibles à l'achat jusqu'en 2015 pour un total de 50 morceaux.
Depuis décembre 2015, Mark Isham diffuse publiquement plusieurs morceaux des saisons suivantes sur son compte officiel SoundCloud.
Les chansons de l'épisode musical de la saison 6 sont écrites par Alan Zachary et Michael Weiner. Les huit morceaux étaient en écoute gratuite dès le 5 mai 2017, soit deux jours avant la diffusion de l'épisode.

### Schéma narratif d'un épisode

#### Générique
Après un récapitulatif des épisodes précédents et une courte scène d'ouverture, le générique laisse le titre de la série défiler dans une forêt brumeuse (avec une pluie de flocons de neige durant l'arc narratif de La Reine des Neiges en saison 4, et avec Seattle en arrière-plan durant la saison 7) la plupart du temps sur un fond bleu (noir et blanc pour les épisodes flashbacks de Frankenstein en saison 2, et orange durant l'arc des Enfers en saison 5) et laisse également entrevoir un élément visuel en rapport avec l'intrigue de l'épisode concerné.

#### Chronologie de l'intrigue
La série possède une narration non linéaire. À l'image de Lost : Les Disparus, autre feuilleton phare partiellement scénarisé et produit par Edward Kitsis et Adam Horowitz, la quasi-totalité des épisodes peuvent être divisés en deux fils conducteurs d'une temporalité différente chacun :
- la trame principale, qui suit les personnages dans le présent[98] ;
- une trame secondaire qui suit des événements antérieurs à l'intrigue principale par le biais de flashbacks[98].

Les récits du passé ont pour utilité d'éclaircir les situations ou comportements des personnages dans le présent et ce qui a amené aux événements de l'intrigue principale. Ils peuvent servir à introduire les mondes ou les royaumes dont sont issus les personnages et se justifient parfois par des amnésies, élément récurrent de la série. Il arrive également que les protagonistes soient confrontés à des réalités alternatives ou des uchronies, à la suite de réécritures ou voyages temporels.

### Fiche technique
Sauf indication contraire, les informations mentionnées dans cette section peuvent être confirmées par la base de données cinématographiques IMDb,  présente dans la section « Liens externes ».
- Titre original et français : Once Upon a Time
- Titre québécois : Il était une fois[9]
- Création : Edward Kitsis et Adam Horowitz
- Réalisation : Dean White
- Scénario : Geofrey Hildrew d'après les personnages des films d'animations Disney
- Direction artistique : Michael Norman Wong
- Décors : Mark Lane
- Costumes : Eduardo Castro
- Photographie : Stephen Jackson, Craig Clarke
- Montage : Marck Flemming, Tom Dahl
- Musique : Mark Isham
- Casting : Veronica Collins Rooney, Corinne Clark, Jennifer Page
- Production : Samantha Thomas et Kathy Gilroy ; Edward Kitsis, Adam Horowitz et Steve Pearlman (exécutifs)
- Société(s) de production : ABC Studios
- Sociétés de distribution (pour la télévision) :
  - ABC (États-Unis)
  - CTV (Canada)
- Pays d'origine :  États-Unis
- Langue originale : anglais
- Format : couleur - 35 mm - 1,78:1 - son Dolby Digital
- Genre : série fantastique, dramatique
- Durée : 43 minutes
- Public : certains épisodes sont déconseillés aux moins de 10 ans[103].

### Diffusion internationale

#### Version originale
- États-Unis : depuis le 23 octobre 2011 sur le réseau ABC
- Canada : depuis le 23 octobre 2011 (une heure avant la diffusion américaine) sur le réseau CTV
- Royaume-Uni : depuis le 1er avril 2012 sur Channel 5
- Australie : depuis le 15 mai 2012 sur Seven Network
- Nouvelle-Zélande : sur TVNZ 2
- Inde : depuis le 24 août 2012 sur Zee Café

#### Version française
- Belgique : depuis le 6 août 2012 sur BeTV[4]
- France : depuis le 1er décembre 2012 sur M6[6] et depuis le 19 août 2014 sur 6ter[7], et depuis le 9 mars 2017 sur Série Club
- Suisse : depuis le 31 octobre 2013 sur RTS Deux[8]
- Québec : depuis le 6 janvier 2014 sur AddikTV[9] et depuis 2015 sur TVA[9]

#### Autres versions
- Italie : depuis le 25 décembre 2011 sur Fox Italia
- Portugal : depuis décembre 2011 sur AXN
- Espagne : depuis le 12 janvier 2012 sur AXN et Antena 3
- Brésil : depuis le 12 avril 2012 sur Rede Record
- Danemark : depuis le printemps 2012 sur Kanal 5 (en VOSTDA)
- Vietnam : depuis le 11 mai 2012 sur Star Movies
- Pologne : depuis le 8 juillet 2012 sur Fox Polska
- Allemagne : depuis le 4 septembre 2012 sur RTL Passion
- Pays-Bas : depuis le 12 décembre 2012 sur Net5

## Épisodes

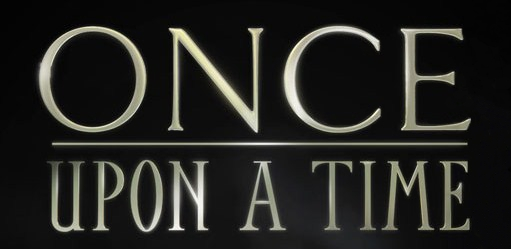
Deuxième logo original de la série.

La série comporte sept saisons. Toutes sont composées de vingt-deux épisodes, hormis la cinquième qui en comporte vingt-trois.
Chaque épisode a une durée d'environ 43 minutes. Seul le huitième épisode de la quatrième saison, La Sœur parfaite (Smash the Mirror) fait l'exception avec une durée double de 90 minutes (raison pour laquelle cette même saison est composée de vingt-trois épisodes au lieu de vingt-deux selon la version française, l'épisode étant découpé en deux parties).
Chaque saison depuis la troisième est diffusée en deux parties sur ABC, divisée par une pause hivernale trimestrielle et se clôture par un double épisode. La troisième, quatrième et cinquième saison proposent un arc narratif différent par demi-saison.

### Première saison (2011–2012)
Dans la Forêt enchantée, la Méchante Reine lance une malédiction « Le Sort noir » qui fige le temps et provoque l'amnésie des personnages des contes de fées dans un monde sans magie ni fins heureuses : le monde moderne. Selon Rumpelstiltskin, le « Sauveur » pourra les délivrer lors de son 28e anniversaire : l'enfant de Blanche-Neige et du Prince Charmant, fruit du véritable amour. Vingt-huit ans plus tard, Emma Swan, une jeune femme de Boston au passé trouble, est embarquée par Henry Mills, le fils qu'elle a abandonné 10 ans plus tôt, dans la ville de Storybrooke. Là-bas, elle entame une rivalité avec la mère adoptive d'Henry et également maire de la ville, Regina Mills / la Méchante Reine et retrouve sans le savoir ses parents biologiques, Mary Margaret Blanchard / Blanche Neige et David Nolan / le Prince Charmant, avant d'intégrer la police.
À Storybrooke, elle rencontre aussi le shérif Graham Humbert / le Chasseur, Ruby Lucas / Scarlet (le Petit Chaperon rouge et Grand Méchant Loup), Mère Lucas / Mère-Grand, Archie Hopper / Jiminy Cricket et son dalmatien Pongo, l'infirmière Ratched, Ashley Boyd / Cendrillon, Nicholas et Ava / Hansel et Gretel, August Booth / Pinocchio, Marco / Geppeto, la Mère supérieure / la Fée bleue, les Sept Nains dont Leroy / Grincheux, Albert Spencer / le roi George, Moe French / Sir Maurice, Dr Whale, Sidney Glass / le Miroir Magique / le Génie, Jefferson / le Chapelier fou, Kathryn Nolan / Abigail Midas, le dragon Maléfique et le redoutable M. Gold / Rumpelstiltskin, le Ténébreux. Commence alors l'opération « Cobra » d'Henry, consistant à ce qu'Emma accepte ses origines pour rompre le sort et rétablir les souvenirs et fins heureuses.

### Deuxième saison (2012–2013)
Le Sort noir est brisé et les souvenirs restaurés. Désormais, des étrangers arrivent à s'introduire à Storybrooke, dont les habitants restent piégés sous risque d'une amnésie définitive. Durant l'opération « Scorpion », les protagonistes sont dispersés entre le Monde des Limbes et la Forêt enchantée où Emma, toujours shérif depuis la mort de Graham, affronte un ogre et escalade un haricot magique qui la mène au palais céleste du géant Anton, où réside la dépouille de Jacqueline, dit Jack. Le groupe s'oppose alors à la mère de Regina, Cora, la Reine de Cœur du Pays des Merveilles, ainsi qu'à Killian Jones, le Capitaine Crochet. Ils croisent aussi la route de Mulan, Aurore / la Belle au bois dormant, du prince Phillip / le Yaoguai, de Lancelot, de Keith / le shérif de Nottingham, de William Smee / M. Mouche et des mystérieux Greg et Tamara.
À Storybrooke, Regina tente de ressusciter son fiancé Daniel grâce au Dr Whale / Victor Frankenstein et de récupérer Henry, qui subit les conséquences du Charme du Sommeil. Elle n'est pas la seule à s'interroger sur sa condition familiale : David fait face à Spencer, Mary Margaret affronte l'assassin de sa mère (la reine Eva), Jefferson retrouve sa fille, Ruby s'adapte à ses origines de loup-garou et Gold / Rumpelstiltskin (la Bête, Tic Tac le crocodile), qui vit des retrouvailles mitigées avec Belle French / Lacey et fait face à une prophétie appréhendant sa perte, poursuit la quête de son fils, Baelfire, aux côtés d'Emma et Henry. Cette recherche mène le trio à New York sur les traces d'une connaissance d'Emma : Neal Cassidy, l'intrigant père d'Henry. Durant l'opération « Mante Religieuse », une organisation secrète menace de détruire Storybrooke.

### Troisième saison (2013–2014)
Storybrooke sauvé, Emma, Regina, Mary Margaret, David, Gold et Crochet font cap vers le Pays Imaginaire à bord du Jolly Roger pour secourir Henry. Ils affrontent alors un adversaire redoutable : Peter Pan / le Joueur de flûte, qui se révèle être le père de Rumpelstiltskin. Au Royaume enchanté, Neal est retrouvé vivant par Aurore, Phillip et Mulan où il rencontre Robin des Bois et son fils Roland, Petit Jean et les autres Joyeux Compagnons.
Ariel / la Petite Sirène, à la recherche du prince Éric, ainsi que Wendy Darling et ses frères Jean et Michel, la Fée Clochette et les enfants perdus débarquent à Storybrooke, protégé par Belle et ses résidents en l'absence des protagonistes durant l'opération « Henry ». La mythologie grecque est également concernée avec la voile de Pégase, Méduse la Gorgone et la Boîte de Pandore.
1 an après le sacrifice de Gold et la disparition de Storybrooke, Killian retrouve Emma et Henry résidant à New York avec des souvenirs altérés. Neal et les habitants de la ville ont été renvoyés dans leur monde où Blanche-Neige et Charmant attendent un nouvel enfant. Revenus à Storybrooke après un nouveau Sort noir et une amnésie d'1 an, le groupe connait une lourde perte en affrontant Zelena / la Méchante sorcière de l'Ouest et ses singes volants du Pays d'Oz. Emma et Belle sont demandées en mariage et Regina apprend son lien avec Zelena, sa demi-sœur et avec Robin de Locksley, son « amour véritable », transporté depuis la forêt de Sherwood vers Storybrooke. Walsh / le Magicien d'Oz, Glinda / la Bonne sorcière du Sud, Dorothy Gale, Lumière, Raiponce, Frère Tuck, Barbe Noire, Marianne et les Trolls apparaissent également.

### Quatrième saison (2014–2015)
Le voyage temporel d'Emma et Crochet ramène la reine Elsa, en quête de sa sœur Anna et Marianne, la femme de Robin, à Storybrooke.
Alors que Belle et Gold sont en lune de miel et que les Charmant chérissent leur nouveau-né, Will Scarlett se manifeste et Sidney refait surface.
Emma, en dépit de son deuil depuis la mort de Neal, entame une liaison avec Killian mais perd le contrôle de ses pouvoirs à cause d'Ingrid, la Reine des Glaces. Pendant que Gold tente de s'émanciper de sa dague grâce au chapeau de l'Apprenti sorcier et au cœur de Crochet, le prince Hans menace le royaume d'Arendelle et Ingrid, qui semble détenir un lien avec Emma et Elsa, lance un sort pour que la ville s'entre-tue.
Regina mène quant à elle l'opération « Mangouste » avec Henry pour trouver l'auteur du livre de contes et obtenir une fin heureuse.
6 semaines après le départ d'Elsa, Anna et Kristoff, les fées sont libérées du chapeau et Belle se réconforte auprès de Will après avoir banni son époux de Storybrooke, mais Gold revient avec Ursula (la fille de Poséidon) et Cruella d'Enfer. Décidés à obtenir leurs fins heureuses, ils profitent de l'attaque du Chernabog pour s'introduire dans la ville et ramener Maléfique qui détient un lourd secret sur son passé avec les Charmant. Alors qu'August, Zelena, Ariel et Barbe Noire reviennent, Emma et Regina retrouvent la mystérieuse Lily Page, ainsi que Robin, à New York. Le groupe s'oppose alors à Gold et au trio des « Reines des Ténèbres », voulant pervertir le cœur de la Sauveuse grâce aux pouvoirs de « l'Auteur », Isaac Heller, qui piège la ville dans la réécriture de son récit où le destin des « héros » et des « méchants » s'inverse.

### Cinquième saison (2015–2016)
Emma, devenue la Ténébreuse et M. Gold dans le coma, le groupe et Zelena, enceinte de Robin, partent trouver Merlin à Camelot, royaume du roi Arthur et de Guenièvre restauré par le sable d'Avalon. Ils affrontent les spectres de Brocéliande, la Furie, Charon, Nimue et les chevaliers de la Table ronde intégrée par Kay, Perceval, Morgan et jadis Lancelot. Ceux-ci convoitent Excalibur, forgée via la flamme de Prométhée et le Graal désiré par Vortigan et à l'origine des Ténébreux, dont est fragmentée la dague. Durant l'opération « Cygne Blanc », Henry fréquente Violet et Merida s'approprie un feu follet puis s'allie avec Mulan et Ruby.
6 semaines après, une malédiction ramène le groupe avec une nouvelle amnésie, de nouveaux arrivants et une Emma reconvertie en « Cygne Noir », ce qui mène une armée de Ténébreux à Storybrooke.
Durant l'opération « Oiseau de Feu », le groupe descend aux Enfers (gardés par Cerbère et jadis fuits par Orphée et Eurydice via l'Ambroisie) pour ressusciter Killian et envoyer les âmes captives au Mont Olympe de Zeus, en évitant le Tartare et l'Achéron. Des défunts aux buts inachevés se manifestent comme Hercule, Megara, Silver, Peter Pan, Cora, Cruella, la sorcière aveugle, James, Henry Sr., Gaston, Milah ou Liam Jones.
Hadès s'interpose et menace de s'approprier l'enfant de Gold et Belle, enceinte. Il ramène alors Zelena (son amour véritable), qui s'oppose à Ruby, Mulan et Dorothy au Pays d'Oz, et sa fille. Alors qu'Hadès s'en prend à Robin et Regina, Henry fugue à New York avec Violet pour éradiquer la magie grâce à ses pouvoirs d'Auteur, tandis que le Dr Jekyll et M. Hyde apparaissent au Pays des Histoires Secrètes.

### Sixième saison (2016–2017)
Après la mort de Robin et l'opération « Super Compile », Hyde veut venger Mary et ramène les fugitifs du Pays des Histoires Secrètes / l'Île mystérieuse : « l'Oracle » et l'oiseau rouge, Edmond Dantès, Clorinda, le capitaine Nemo, Liam Jr. et Jasmine (la fille du Sultan), cherchant la cité d'Agrabah disparue, retrouve le Sauveur déchu grâce aux ciseaux des Moires : Aladdin. Durant l'opération « Cobra 2 », Emma a des visions de son futur assassin capuchonné et Belle, sortie du Monde des Rêves de Morphée, accouche de Gideon dont elle se sépare. Le double de Regina, la Méchante Reine, s'invite et influence Gold, Zelena et, avec le marteau d'Héphaïstos, Henry. Elle ensorcelle les Charmant et piège Emma et Regina dans le Monde derrière le Miroir puis dans une uchronie sans Sauveur où Regina retrouve un Robin alternatif.
Dérobant l'épée Hrunting de Beowulf, le futur tueur d'Emma Swan se révèle être Gideon, adulte après avoir été enlevé au Royaume des Ténèbres par Fiona, la Fée noire et mère de Gold. Alors que David cherche l'assassin de son père et à briser son sort partagé avec Mary Margaret, Regina affronte son double et Zelena sacrifie sa magie. Après une chasse au Kraken à bord du Nautilus et Jafar vaincu grâce à Jasmine, Ariel et Aladdin devenu génie, Crochet atterrit au Pays Imaginaire avec Barbe Noire où il trouve l'ancienne fée Lily la Tigresse. De son côté, Gold veut sauver son fils avec Belle et apprend ses origines. Emma épouse Killian, mais lors du mariage, la Fée noire lance une malédiction qui provoque la prophétique « Bataille finale » du Sauveur. Henry doit alors restaurer la foi d'Emma pour sauver les royaumes qui s'anéantissent.

### Septième saison (2017–2018)
Des années après avoir quitté Storybrooke et fondé une famille dans un autre royaume avec une nouvelle Cendrillon, Henry est victime d'une nouvelle malédiction et est retrouvé à Seattle par sa fille Lucy qui l'amène au quartier d'Hyperion Heights. Il y retrouve Jacinda / Ella (dite Cendrillon), la barmaid Roni / Regina, l'inspecteur Weaver / Gold, le lieutenant Rogers / Crochet du Monde des Vœux, Sabine / reine Tiana (chef de la Résistance), Tilly / Alice et Nick / Jack, menacés par l'urbaniste Victoria Belfrey / Lady Trémaine / Raiponce et sa fille Ivy / Javotte. Alors que Weaver cherche le « Gardien » apte à ôter son immortalité pour rejoindre Belle dans l'au-delà, Rogers recherche une certaine Eloise Gardener / Mère Gothel, captive par Belfrey. Revenue à elle, Roni va à San Francisco chercher de l'aide auprès de Kelly / Zelena.
La mort de Belfrey et le réveil de sa fille Anastasie cause l'arrivée du baron Samedi / Dr Facilier qui cherche la dague de Weaver et utilise Drew / Naveen pour manipuler Sabine. Margot / Robin rejoint sa mère Kelly et retrouve sans le savoir sa compagne Tilly. Alors que Roni flirte avec Samdi, un tueur en série de sorcières lié à Hansel et Gretel menace Ivy puis Kelly. La dryade Gothel réunit alors un sabbat pour provoquer l'apocalypse en utilisant sa fille Tilly, qui apprend que Rogers est son père et a le cœur empoisonné comme Henry. C'est ensuite Roni qui révèle à Henry que la malédiction les a envoyé dans le passé. Une fois celle-ci brisée, le groupe part mener son ultime aventure face à Rumpelstiltskin et au prince Henry du Monde des Vœux et en passant chercher de l'aide à Storybrooke, pour obtenir enfin leurs fins heureuses.

## Univers de la série

### Personnages
La majorité des personnages de la série sont issus du folklore (contes, légendes, épopées, etc.), de récits mythologiques (gréco-romaine), de classiques de la littérature (contes de fées, romans, pièces de théâtre, ballets, etc.) ou encore de films d'animation Walt Disney Pictures (comme La Reine des Neiges ou Rebelle).
Entre relations cachées, amants, enfants inconnus, une partie des personnages principaux se révèlent être parents.

#### Protagonistes
En dépit d'un large panel de personnages, la série se consacre principalement à un cercle réduit de protagonistes :

#### Antagonistes
Chaque nouvel arc narratif de saison ou de demi-saison voit introduire un ou plusieurs antagonistes pour s'opposer aux protagonistes. Il arrive que ces « méchants » finissent par intégrer le camp des « héros » principaux au fil de la série et vice-versa :

### Lieux
L'univers de la série est composé d'un certain nombre de « mondes » et « royaumes » différents, astraux ou terrestres, dans lequel les personnages interagissent et voyagent :
- le Monde sans magie[114], qu'il est possible de qualifier d'ordinaire ou de réel, est le lieu le plus récurrent de la série où Emma Swan ainsi que quelques autres personnages vivent depuis leur enfance ou depuis leur venue du Royaume enchanté. La septième saison révèle que ce monde était initialement pourvu de magie jusqu'à ce que des humains déciment les dryades et leur verger il y a des milliers d'années et le génocide de Gothel sur l'humanité avant que celle-ci renaisse sur terre. Hormis quelques événements exceptionnels à Londres, Hong Kong, Vancouver, Phuket, Phoenix, Hopkins, Lowell, Portland, dans le Minnesota, San Francisco, etc., l'intrigue principale de la série se déroule à :
  - Storybrooke, dans le Maine[115], ville fictive et lieu principal de l'intrigue du présent dans les six premières saisons où se déroule la majorité des épisodes et où vivent les personnages principaux. Il s'agit d'une bourgade créée en 1983 par le Sort noir et dirigée par Regina Mills. Elle regroupe la majorité des alter-egos maudits des personnages de la Forêt Enchantée et certains issus de royaumes extérieurs, dans un premier temps à la suite du lancement de la malédiction par la Méchante Reine Regina, puis après une disparition d'une année durant la troisième saison, à la suite du second Sort Noir lancée par Blanche-Neige. Parmi les lieux les plus récurrents de la série, se trouvent le « Café Granny », la tour de l'horloge et sa bibliothèque interne, la boutique d'antiquités de M. Gold, la mairie, le poste de police du shérif, la forêt de la ville, le port des docks où se tient le Jolly Roger de Killian Jones, les mines, l'hôpital, le caveau de Regina, le cimetière, le restaurant-bar « Rabbit Hole », le « Spa des Trois Ours » ou les résidences des protagonistes, notamment le loft de Mary-Margaret Blanchard, les maisons respectives de Regina et d'Emma, la ferme de Zelena, etc. ;
  - Boston[116], où Emma grandit en famille d'accueil jusqu'à ses 16 ans après son arrivée dans ce monde avec August Booth / Pinocchio, y réside après sa libération de prison jusqu'à ce que son fils Henry Mills la retrouve pour l'emmener à Storybrooke, puis y retourne brièvement lors de la « Bataille Finale » après sa perte de foi en fin de sixième saison. Regina s'y rend 10 ans plus tôt pour adopter Henry, tandis qu'Ingrid, la Reine des glaces y atterrit en 1982 via un portail magique ;
  - New York[117], d'où sont originaires Tamara et Isaac Heller et où résident Neal Cassidy / Baelfire, le « Dragon », Cruella d'Enfer et Ursula à la suite de leurs arrivées respectives du Royaume Enchanté et jusqu'à ce qu'ils se retrouvent chacun à Storybrooke pour des raisons diverses. Les protagonistes s'y rendent régulièrement durant la série, notamment dans la seconde saison en recherchant Neal, dans la troisième saison lorsqu'Emma et Henry y vivent une année après la disparition de Storybrooke, dans la quatrième saison lorsque Robin et M. Gold quittent chacun Storybrooke, ou en fin de cinquième saison lors de « l'Opération Super Compile » lorsque la magie est sur le point d'être annihilée ;
  - Hyperion Heights, à Seattle[118], lieu principal de l'intrigue de la septième saison, quartier fictif victime d'une malédiction qui mélange les personnages de contes à la population ordinaire. On y retrouve plusieurs lieux récurrents comme le bar « Chez Roni », le jardin communautaire, le poste de police, les Tours Belfrey, etc. ;
  - les Royaumes Unifiés[119], fusion des différents mondes magiques tous réunis autour de la ville de Storybrooke, dans le Maine, grâce à l'ultime Sort noir de Regina dans le dernier épisode de la série, et gouvernés par celle-ci sous le titre de la « Gentille Reine » ;
- le Royaume enchanté / Pays des Contes[120], d'où proviennent la majorité des personnages des six premières saisons et où les protagonistes se rendent à de nombreuses reprises durant la série. Cette dimension abrite de nombreux animaux et créatures fantastiques et est divisée en plusieurs continents :
  - la Forêt enchantée / le Havre des Brumes[121], qui comprend de nombreux lieux et royaumes dont celui du Nord (gouverné successivement par le roi Leopold et la reine Eva, puis Regina Mills / la Méchante Reine et enfin par Blanche-Neige et Charmant) mais aussi les Basses Terres, le Palais céleste des Géants, le château d'or du roi Midas, le château du prince Thomas, le lac Nostos, le repaire des fées, le royaume maritime du prince Éric, le pont des trolls, la forêt de Sherwood, la Terre Désolée, le Mont Chauve, le village d'Avonlea, le palais de la Belle au bois dormant, les mers et fonds marins dont le territoire du dieu Poséidon, le caveau du Ténébreux qui donne accès à une jungle mystique, le Château des Ténèbres de Rumplestilskin et la forêt enneigée où se retrouve exilée la sorcière Glinda au sud, etc. Il existe aussi une presqu'île, dirigée par le chevalier Lancelot, que Cora a préservé de la malédiction lancée par sa fille Regina, où se réfugient ceux qui ont échappé au Sort noir tout en restant néanmoins figés dans le temps pendant vingt-huit années jusqu'à la rupture du maléfice ;
  - Agrabah[122], d'abord introduite dans Once Upon a Time in Wonderland puis mystérieusement disparue avant d'être restaurée par Jasmine, Aladdin, Ariel et Crochet en sixième saison, est une contrée désertique composée de multiples villes, où vivent diverses créatures (comme les vipères d'Agrabah), des sorciers, des génies et d'autres êtres issus de légendes orientales. Là-bas, se trouve la capitale gouvernée par le Sultan (jadis assisté par Jafar) et père de la princesse Jasmine, la province d'Emir, les Grandes Dunes ainsi que la Caverne aux Merveilles. L'ancien « Sauveur » de ce royaume n'est autre que le voleur Aladdin ;
  - l'Empire[123], mentionné dans la seconde saison, d'où est originaire la guerrière orientale Mulan ;
  - Arendelle[124], gelée pendant environ 30 ans par Ingrid, la Reine des neiges, avant d'être libérée dans la première partie de la quatrième saison, où règne la reine Elsa aux côtés de sa cadette la princesse Anna, au sein du palais de la capitale et où se trouvent le Vallon des Trolls, la Vallée du Nord, ainsi que le commerce « Chez Oaken, Bazar et Sauna » dans une forêt éloignée ;
  - Camelot[125], terres résidées par les chevaliers de la Table ronde, où se trouvent le château du roi Arthur et de la reine Guenievre, ainsi que la forêt calédonienne et celle de Brocéliande. Autrefois « royaume brisé » avant d'être restauré par le sable d'Avalon, les protagonistes y séjournent 6 semaines durant la première partie de la cinquième saison, pour libérer Emma de ses ténèbres, ce qui conduit au Sort noir de Killian Jones qui emmène ses habitants à Storybrooke ;
  - DunBroch[126], île de la Mer d'Ivoire au nord de Camelot et bordé par les Landes du Sud, dont l'étendue est divisée en quatre clans : DunBroch, MacGuffin, Macintosh et Dingwall. Le royaume est gouverné au sein du château royal par le roi Fergus et la reine Elinor puis, accompagnée brièvement par Belle French en début de cinquième saison, par leur héritière légitime la reine Merida, à la suite du décès de son père. Dans une forêt, se trouve la chaumière de la sorcière où est retenue Ruby prisonnière dans sa forme de loup-garou avant d'être délivrée par Mulan dans la cinquième saison ;
- le Pays des Merveilles[127], gouverné par la Reine de Cœur / Cora (ainsi que la Reine Rouge / Anastasia dans Once Upon a Time in Wonderland) après son bannissement de la Forêt Enchantée par sa fille Regina, où elle rencontre Killian Jones et Jefferson / le Chapelier Fou et retient captif Henry Sr. durant un temps. Dans cette dimension, se trouvent le Labyrinthe et le Palais de Cœur, ainsi que diverses créatures comme la Chenille géante. Elle sert de lieu principal et est davantage explorée dans la série dérivée Once Upon a Time in Wonderland, qui introduit de nombreux autres éléments absents de la série d'origine ;
- le Monde sans couleur[128], lieu de résidence de la famille Frankenstein vivant dans un manoir en Autriche, dont Victor / Dr Whale qui y menait des expériences pour ramener les morts à la vie et où il rencontre brièvement Jefferson et Rumpelstilskin. Dans cette dimension, tout semble filtré à l'image des anciens longs métrages cinématographiques « noir et blanc » sans qu'aucune couleur n'apparaisse ;
- le Monde des limbes / Monde d'en-dessous[129], où sont piégées les âmes des victimes du charme du sommeil par l'intermédiaire de leur subconscient, en proie à des flammes, comme la princesse Aurore, Henry Mills, Mary Margaret Blanchard ou David Nolan durant la deuxième saison. Ils infligent aussi des brûlures à ses visiteurs s'ils ont un réveil brusque ;
- le Pays Imaginaire[130], composé d'une île sur laquelle il est impossible de vieillir et gouvernée par Peter Pan où il retient les enfants perdus capturés par l'Ombre, comme Félix, Wendy Darling et autrefois Baelfire. Plusieurs créatures y résident comme des seiches, des sirènes ou des fées déchues comme la Fée Clochette et Lily la Tigresse. Killian Jones, le Capitaine Crochet et son équipage y ont également séjourné un siècle. S'y situent la Jungle Noire, la Grotte de l'Écho, le Vallon Noir, le Pic du Mort, l'Arbre de la réflexion ou encore l'île reculée du Rocher du Crâne. Les protagonistes s'y rendent pour secourir Henry durant la première partie de la troisième saison et Crochet y retourne également en sixième saison en compagnie du pirate Barbe Noire ;
- le Pays d'Oz[131], divisé en quatre États contrôlés chacun par une sorcière et relié à la cité d'Émeraude, où se situe le Palais du Magicien, accessible par la route de brique jaune. À la croisée des quatre voies, se trouve le Cœur du Pays, un sanctuaire menant aux quatre territoires et où se réunissent le quatuor de sorcières, dont Zelena / la méchante sorcière de l'Ouest et Glinda / la bonne sorcière du sud. Dans l'État de l'Est, se trouve le village Munchkin. L'Épouvantail, les singes volants et les parents adoptifs de Zelena sont également originaires de cette dimension, aussi visitée au cours de la série par Jefferson, Dorothy Gale et son chien Toto, Robin des Bois, Will Scarlet, Ruby, Mulan et Mary Margaret ;
- l’Angleterre des années 1920[132], copie conforme de la réalité figée dans le temps à une époque antérieure de quasiment un siècle et dont Cruella d'Enfer et sa mère Madeline vivaient au sein de leur manoir avant qu'elles n'y rencontrent Isaac Heller ;
- les Enfers / le Monde des Morts[133], gouvernés par la divinité grecque Hadès et situés entre les vies terrestres et ceux de l'au-delà, où se retrouvent piégées les âmes des personnes au but inachevé après leur mort, sans notion de manichéisme, comme Eurydice (sauvée par Orphée), Dent Noire, Emily Brown, Claude, Fendrake, Peter Pan, Cora, Cruella, la Sorcière aveugle, James, Henry Sr., Furtif, Gaston, Milah, les frères Jones, l'Apprenti, Hercule, Megara, le capitaine Silver et son équipage ou plus tard le roi Arthur. Accessible via la barque de Charon, la surface est façonnée en une copie délabrée et apocalyptique mais géographiquement quasi identique de Storybrooke : « Enferbrooke » (intitulée ainsi par Regina). Là-bas se trouve le cimetière des défunts. Dans les souterrains, se trouvent la prison gardée par Cerbère, le temple de l'Ambroisie et la source des cinq fleuves infernaux, notamment l'Achéron (la Rivière des âmes perdues). Les protagonistes s'y rendent pour ressusciter Crochet durant le second arc de la cinquième saison ;
- le Mont Olympe[134], gouverné par la divinité grecque Zeus. Cette dimension astrale se situe au-dessus des Enfers et est accessible depuis une passerelle servant de purgatoire, où les âmes des personnes qui ne connaissent pas de but inachevé peuvent se rendre après leur mort, comme Neal Cassidy, Daniel Colter ou au cours de la cinquième saison, Henry Sr., Hercule, Megara, Liam Jones, l'équipage du capitaine Silver, Cora et brièvement Crochet ;
- le Tartare[135], situé sous les Enfers et où les âmes des personnes au but inachevé qui s'aventurent sur la passerelle servant de purgatoire accèdent après leur mort, comme Dent Noire ou le capitaine Silver ;
- le Kansas[136], issu d'une dimension parallèle semblable à la réalité et dont Dorothy Gale et le Magicien d'Oz sont originaires ;
- le Pays des Histoires Secrètes / l'Île mystérieuse[137], où se réfugient toutes sortes de personnages issus de différents mondes avant d'être transférés à Storybrooke dans la sixième saison, comme Jasmine, le Comte de Monte-Cristo, le capitaine Nemo, Liam Jones, Jr., Boucle d'or, les Trois Mousquetaires mais aussi Poole, Dr Jekyll et Mr Hyde qui résident dans un hôpital psychiatrique. Cette dimension est basée sur l'Île Mystérieuse du roman éponyme de Jules Verne tout en reprenant des éléments de plusieurs univers fictionnels dissociables. Elle mélange à la fois des royaumes féeriques, des bâtiments londoniens, des lieux marins, du steampunk, etc. Mary Margaret, David, Crochet, Zelena et M. Gold y sont transportés durant le final de la cinquième saison ;
- le Monde ou Royaume des Rêves[138], où les âmes voyagent grâce au sable magique du dieu Morphée. Leurs esprits y conceptualisent individuellement un environnement influencé par leurs souvenirs et leur vécu. M. Gold, Belle et Gideon s'y retrouvent en début de sixième saison ;
- la France du XIXe siècle[139], issue d'une dimension parallèle et où Edmond Dantès, plus connu sous le titre de Comte de Monte-Cristo, a vécu dans un pays semblable à la France d'une époque antérieure avant d'y rencontrer la Méchante Reine au Wilmore Estate ;
- l’Angleterre victorienne[140] (d'abord introduite dans Once Upon a Time in Wonderland[141]), copie conforme de la réalité figée à l'époque du règne victorien et où vivent plusieurs personnages comme Alice et sa famille, M. Darcy, le Dr Lydgate et autrefois sa fille Mary, le Dr Jekyll et Mr Hyde, etc. ;
- le Monde derrière le Miroir[142], où se retrouvent les individus piégés à travers un miroir enchanté. Ils peuvent y voir le reflet de chaque personne qui se regarde dans un miroir. Sidney Glass / le Génie y résidait autrefois en tant que Miroir Magique de la Méchante Reine, tandis qu'Emma, Regina et le « Dragon » y sont épisodiquement envoyés durant la sixième saison ;
- le Monde des Vœux[143], une transposition alternative du Royaume enchanté où sont envoyées Emma et Regina durant la sixième saison à la suite du vœu de la Méchante Reine réalisé par Aladdin, nouveau génie de la lampe magique. Dans cette réalité uchronique où plusieurs personnages ont une vie et une personnalité bien différentes de celles qu'ils ont dans leurs versions réelles, la Méchante Reine Regina a été vaincue, la malédiction du Sort Noir n'a jamais été lancée et Emma n'est par conséquent jamais devenue une « Sauveuse » mais une princesse très craintive. Robin de Locksey y apparaît à la suite du vœu formulé par David. Lieu récurrent de la septième saison, le capitaine Crochet alternatif / Rogers est issu de ce monde, tout comme Rumpelstiltskin et le prince Henry de ce royaume que partent affronter les héros dans le final de la série ;
- le Royaume des Ténèbres[143], un monde dominé par un immense pouvoir maléfique, où le temps s'écoule autrement que dans les autres royaumes (vingt-huit années dans cette dimension équivalent à environ une journée dans les autres mondes). Fiona, la Fée Noire, bannie dans ce monde par la Fée Bleue en conséquence de ses mauvaises actions, y retient en captivité de jeunes enfants qu'elle kidnappe durant le temps limité qu'elle peut passer dans les autres dimensions, incluant son petit-fils Gideon, qui lui permet de se libérer de son exil pour se rendre à Storybrooke durant la sixième saison ;
- la Nouvelle Forêt enchantée[144], équivalent de la Forêt enchantée dans le second livre de contes, d'où proviennent la majorité des personnages introduits lors de septième saison, dont plusieurs nouvelles versions déjà connues du premier livre. Henry Mills s'est retrouvé dans cette version parallèle dans le but d'aider les récits qui ne détenaient pas encore leurs fins heureuses, où il a rencontré plusieurs homologues de personnages qu'il connaissait déjà, notamment sa femme Cendrillon. On y retrouve le Palais de la famille royale, le champ de jacinthes à l'origine de la rencontre d'Henry et Ella, le manoir des Trémaine, le camp de la « Résistance » mené par la princesse Tiana ainsi que son château, la Tour et le jardin de Mère Gothel, la Ferme des Emeraudes de Zelena et Robin, le « Memento Mori » de Madame Leota, le sanctuaire fleuri rendant hommage à Belle, etc ;
- les Confins des Royaumes[145] (basé sur les Chutes du Paradis du film d'animation Là-haut[146]), où Gold emmène Belle vivre leur « fin heureuse » jusqu'à ce que celle-ci y décède de vieillesse lors de la septième saison, le temps s'y écoulant différemment. La course du soleil est si longue dans ce monde qu'elle semble faire perdurer une éternelle journée d'été, au sein d'un décor paradisiaque ;
- le second Pays des Merveilles[147], équivalent du monde homologue dans le deuxième livre. Composé d'un labyrinthe infini divergeant du précédent, Henry et Cendrillon suivent Alice jusque dans ce monde dans la septième saison, manipulés par Javotte. Cécilia, la mère d'Ella, y est morte en affrontant un Jabberwocky.

## Distinctions
| Année | Prix               | Catégorie                                                          | Nomination                            | Résultat   |
| ----- | ------------------ | ------------------------------------------------------------------ | ------------------------------------- | ---------- |
| 2015  | Teen Choice Awards | Meilleure série de science-fiction ou fantastique                  | Once Upon a Time                      | Nomination |
| 2015  | Teen Choice Awards | Meilleure actrice dans une série de science-fiction ou fantastique | Jennifer Morrison                     | Nomination |
| 2015  | Teen Choice Awards | Meilleur baiser                                                    | Jennifer Morrison et Colin O'Donoghue | Nomination |
| 2016  | Teen Choice Awards | Meilleure série de science-fiction ou fantastique                  | Once Upon a Time                      | Lauréat    |
| 2016  | Teen Choice Awards | Meilleure actrice dans une série de science-fiction ou fantastique | Lana Parrilla                         | Lauréat    |
| 2016  | Teen Choice Awards | Meilleur baiser                                                    | Jennifer Morrison et Colin O'Donoghue | Lauréat    |
| 2017  | Teen Choice Awards | Meilleure actrice dans une série de science-fiction ou fantastique | Jennifer Morrison                     | Nomination |
| 2017  | Teen Choice Awards | Meilleure actrice dans une série de science-fiction ou fantastique | Lana Parrilla                         | Nomination |
| 2017  | Teen Choice Awards | Voleur de vedette                                                  | Colin O'Donoghue                      | Nomination |
| 2017  | Teen Choice Awards | Meilleur baiser                                                    | Jennifer Morrison & Colin O'Donoghue  | Nomination |

## Accueil

### Audiences

#### Aux États-Unis
L'épisode pilote a été regardé par 12,93 millions de téléspectateurs avec un taux de 4 % sur les 18-49 ans. Il a été premier de la saison le plus haut classé parmi cette tranche d'âge et le plus grand début d'ABC en cinq ans. Les trois épisodes suivants de la première saison ont obtenu des résultats cohérents chaque semaine avec plus de 11 millions de téléspectateurs. La série est devenue le programme no 1 non sportifs, ayant comme téléspectateurs des jeunes adultes, le dimanche soir. Once Upon a Time est un succès pour ABC puisque la série réalise les meilleures audiences de la chaîne pour une série dramatique avec Grey's Anatomy. La deuxième saison confirme ce succès avec une audience aux alentours de 9 millions de téléspectateurs par semaine.
Lors de la troisième saison, commencée le 29 septembre 2013, un changement de schéma scénaristique a été effectué par la chaîne ABC. La saison, toujours composée de vingt-deux épisodes, a été construite sur le plan narratif d'une intrigue par demi-saison, avec un hiatus hivernal de quelques mois entre les deux parties. Le même schéma a ensuite été adopté pour les saisons quatre et cinq. Ainsi, le premier arc de la troisième saison a ainsi été regardé par 8,52 millions de téléspectateurs, soit une baisse constatée de près de 3 millions de personnes par rapport au lancement de la deuxième saison et se conclut devant 6,44 millions de téléspectateurs. Le deuxième arc, diffusé à partir du 9 mars 2014, a commencé avec 7,66 millions de téléspectateurs pour se terminer devant 6,8 millions de téléspectateurs. En comptant les diffusions live ainsi que les rattrapages, cette troisième saison affiche une moyenne de 9,38 millions de fidèles, malgré une baisse remarquée concernant les visionnages en direct.
La quatrième saison, qui a commencé son premier arc narratif le 28 septembre 2014, a vu arriver les personnages du film d'animation La Reine des neiges, à ce jour le plus lucratif de l'histoire du cinéma. Les audiences sont alors repartis à la hausse avec 9,47 millions de téléspectateurs pour le premier épisode, audience qui s'est rapidement dégradée par la suite puisque 5,69 millions de fidèles ont suivi le dernier épisode de cette intrigue. Le deuxième arc a commencé le 1er mars 2015 sur des bases moins solides, avec 6,66 millions de téléspectateurs pour le premier épisode, après une pause de près de trois mois, pour se terminer devant 5,51 millions de téléspectateurs. En comptant tous les visionnages, la quatrième saison affiche tout de même une audience moyenne de 8,98 millions de fidèles.
La cinquième saison, diffusée dès le 27 septembre 2015 pour son premier arc, s'est vue poursuivre cette baisse d'audiences progressive. Le premier épisode a obtenu une audience de 5,93 millions de téléspectateurs, pour se finir devant 4,56 millions de téléspectateurs. Le deuxième arc, commencé le 6 mars 2016, marqué par le 100e épisode de la série, ne commence qu'avec 4,01 millions de fidèles et se termine devant 4,07 millions de téléspectateurs. Cette cinquième saison inscrit ainsi une moyenne d'audience en baisse, avec 6,32 millions de téléspectateurs, en comptant les visionnages live et en différé. Bien que la série affiche des audiences en baisse, celle-ci obtient des scores convenables auprès de la cible phare des annonceurs américains : les 18-49 ans. Elle demeure une valeur sûre pour sa chaîne ABC, étant pour la saison 2015-2016, la 10e série la plus performante de la chaîne, ex aequo avec Shark Tank.
La sixième saison a débuté le 25 septembre 2016 et maintient le système de diffusion des trois années précédentes sans pour autant diviser son intrigue en deux parties. Poursuivant la baisse d'audience de la série, le premier épisode de la saison n'a ainsi attiré que 3,99 millions de téléspectateurs seulement. Le 10e épisode diffusé avant la pause hivernale le 4 décembre 2016, a pour sa part retenu l'attention de 3,27 millions de téléspectateurs, soit un score faible mais plutôt stable par rapport au premier épisode. La saison reprend ensuite le 5 mars 2017, après un pause hivernale, avec le onzième épisode suivi par seulement 3,03 millions de téléspectateurs pour un taux de 0,9 % sur les 18-49 ans. Le premier épisode musical de la série (The Song in Your Heart), diffusé le 7 mai 2017 une semaine avant le final de la sixième saison, n'a pas eu d'effet significatif sur les audiences, attirant 2,87 millions de téléspectateurs soit 0,8 % sur les 18-49 ans. La saison s'achève la semaine suivante devant 2,95 millions de téléspectateurs et 0,9 % des 18-49 ans. Finalement, la sixième saison affiche de loin la plus mauvaise audience moyenne de la série, avec un total de 4,39 millions de téléspectateurs, en comptant l'audience veille et en différé, soit un taux moyen de 1,5 % chez les 18-49 ans. La série est, pour la saison 2016-2017, le 105e programme le plus suivi à la télévision américaine.
Au 16 avril 2017, la série enregistre avec le dix-septième épisode de la sixième saison (Awake) une audience de 2,51 millions de téléspectateurs pour un taux de 0,7 % sur les 18-49 ans, soit une baisse de plus de 80 % par rapport à l'épisode pilote.
La septième saison est diffusée à partir du 6 octobre 2017 et maintient le même mode de diffusion des deux premières saisons. Le premier épisode de la saison a attiré 3,26 millions de téléspectateurs soit une part de marché de 0,7 % sur les 18-49 ans.
Malgré l'annonce du nouveau casting, les audiences chutent à cause de l'annonce du départ de certains membres de l'ancien cast.
Le dixième épisode attire 2,29 millions de téléspectateurs avant la pause hivernale le 15 décembre 2017, ce qui conclut la première partie de la saison.
La reprise a lieu le 9 mars 2018 avec 2,14 millions de téléspectateurs soit 0,4 % de marché.
Le dernier épisode de la série se termine devant 2,27 millions de téléspectateurs qui disent adieux à leurs personnages préférés. La septième saison a réuni en moyenne 2,30 millions de téléspectateurs.

#### Dans les pays francophones
En France, lors de sa première diffusion le 1er décembre 2012 sur M6, les trois premiers épisodes de la saison 1 ont attiré 3,5 millions de téléspectateurs pour une part d'audience de 16 % auprès de l'ensemble du public et une part d'audience de 26 % chez les ménagères de moins de cinquante ans.
Les trois derniers épisodes de cette première saison diffusés le 19 janvier 2013 ont attiré en moyenne 2,8 millions de téléspectateurs pour une part de marché à 12,1 % auprès de l'ensemble du public.
Diffusée à partir du 2 novembre 2013, la deuxième saison a eu une nette baisse d'audience puisque les trois premiers épisodes ont attiré 2,6 millions de téléspectateurs en moyenne, soit 12 % de part d'audience. Une baisse de téléspectateurs qui s'est poursuivie tout au long de la diffusion puisque les quatre derniers épisodes de cette même saison, diffusés dès le 14 décembre 2013 ont attiré en moyenne 1,8 million de téléspectateurs, soit une part d'audience moyenne de 9,5 % auprès de l'ensemble du public.
Face aux scores décevants de la deuxième saison sur M6, 6ter a repris la diffusion lors de la troisième saison. Le choix s'est avérée payant puisque les deux premiers épisodes de cette troisième saison, diffusés le 25 novembre 2014, ont attiré en moyenne 411 000 téléspectateurs, soit 1,5 % du public et 3,7 % auprès des ménagères de moins de cinquante ans, permettant notamment à 6ter d'être la deuxième chaîne TNT derrière W9 sur cette cible stratégique. De plus, il s'agit d'un record d'audience pour une série internationale sur les nouvelles chaînes de la TNT,. Actuellement, le record de la série sur 6ter s'est établi le 30 décembre 2014 avec la diffusion des épisodes 11 et 12 qui ont rassemblé en moyenne 510 000 téléspectateurs, soit 1,9 % des 4 ans et plus et 4,4 % des ménagères de moins de cinquante ans (meilleur score sur cette cible derrière W9 une nouvelle fois). La barre des 500 000 téléspectateurs a de nouveau été franchi lors de la diffusion du dernier épisode de la saison : On n'est jamais aussi bien que chez soi.
Au total, la troisième saison a rassemblé en moyenne 424 000 téléspectateurs soit 1,6 % du public, un score supérieur de près d'1 point de part de marché par rapport à la moyenne de la chaîne.
À plusieurs reprises, M6 rediffusera la série aux horaires de mi-journée avant de finalement la déprogrammer, faute d'audiences. Cependant, avec l'arrivée couronnée de succès outre-Atlantique des personnages de La Reine des neiges, la chaîne décide de reprendre la diffusion de la série pour sa quatrième saison inédite, et ce malgré une saison 3 reléguée sur 6ter et les faibles audiences qu'avait enregistré la saison 2. Ce rebasculement ne sera finalement pas payant pour la chaîne, les trois premiers épisodes, diffusés le 7 janvier 2016, n'ayant attiré que 2 millions de téléspectateurs en moyenne, pour une part d'audience de 9,3 % auprès de l'ensemble du public. Seule la part de marché sur les ménagères reste solide, à 16,8 %. La série n'atteindra plus par la suite la barre des 2 millions de fidèles, même si l'audience n'a pas accusé de fortes chutes. Les trois derniers épisodes de cette saison 4, diffusés le 18 février 2016, ont affiché une audience moyenne finale de 1,6 million de télépectateurs, soit une faible part d'audience de 7,5 % sur les quatre ans et plus. Le bilan s'est avéré négatif pour M6, puisque les 23 épisodes de cette saison affichent une moyenne de 1,58 million de téléspectateurs, soit 7,8 % du public seulement. Diffusée sur six semaines, la série a même enregistré les six plus mauvais prime times de la chaîne au 19 février 2016. Once Upon a Time se rattrape tout de même grâce aux visionnages en différé et à ses scores corrects sur les ménagères de moins de 50 ans,.
Malgré des audiences faibles, M6 propose la cinquième saison dès le 19 novembre 2016 à raison de quatre épisodes inédits chaque samedi soir en prime-time, suivis d'une rediffusion d'un épisode de la première saison. Cette saison sera également disponible en rediffusion sur 6ter dès la semaine suivante, à partir du 22 novembre 2016 avec trois épisodes inédits chaque mardi soir. Le lancement de cette cinquième saison est un échec sur M6, les quatre premiers épisodes n'ayant attiré que 1,19 million de téléspectateurs entre 21 h 5 et 0 h 25, soit une part d'audience faible de 7,2 % du public. Rediffusés sur 6ter dès le mardi suivant, les trois premiers épisodes ont tout de même afficher des scores plus corrects pour la chaîne, attirant en moyenne 260 000 téléspectateurs et enregistrant notamment une part d'audience de 3,4 % sur les ménagères de moins de 50 ans. Malheureusement le samedi suivant, l'audience de la série sur M6 a lourdement chuté, puisque les quatre épisodes suivants ont été regardés en moyenne par 925 000 téléspectateurs, soit 5,7 % du public seulement. La chaîne était même devancée par France 5 sur cette soirée du 26 novembre 2016 au niveau de la part de marché. Ces résultats médiocres sont en grande partie responsables du score global catastrophique enregistré par M6 sur cette journée du samedi, de 6,6 %. La série est finalement déprogrammée en urgence sur M6 en raison de ces mauvaises audiences dès le 28 novembre 2016, mais reste néanmoins sur 6ter où elle permet plusieurs fois à la chaîne de se placer leader TNT toutes générations confondues. La série bat à nouveau le record pour une série inédite sur la TNT le 20 décembre 2016 avec 610 000 télespectateurs, soit 2,3 % du public présent devant son petit écran entre 21h00 et 22h35. Échec sur M6, la cinquième saison de Once Upon a Time enregistre finalement un bilan très positif sur 6ter. Avec une audience moyenne de 484 000 téléspectateurs et 1,9 % sur l'ensemble du public concernant les épisodes inédits diffusés et 684 000 téléspectateurs en moyenne sur les deux chaînes confondues (3,5 % des 4 ans et plus), la série se trouve être « la plus puissante » de la petite chaîne. Elle permet ainsi à 6ter d'être leader des nouvelles chaînes de la TNT HD auprès des ménagères de moins de 50 ans, avec un puissant taux de 5,8 %.
La sixième saison est diffusée à partir du 20 décembre 2017 sur 6ter.
Le premier épisode de la saison a rassemblé 460 000 téléspectateurs pour un taux de 1,8 % de part de marché.
En moyenne, les huit premiers épisodes diffusés tous les mercredis entre le 20 décembre 2017 et le 17 janvier 2018 ont rassemblé 469 000 téléspectateurs soit 2 % de l'ensemble du public âgé de 4 ans et + ce qui en fait le programme le plus regardé des chaînes de la TNT. La chaîne 6ter décide de déprogrammer la série le mercredi pour la faire passer le mardi soir.

Les trois épisodes, programmés entre les mardis 23 janvier 2018 et 6 février 2018 , ont retenu l'attention de 282 000 personnes, soit 1,2 % du public.
Le 13 mars 2018, après la diffusion de l'épisode musical, la chaîne enchaînait avec un documentaire inédit de la série s'intitulant " La bataille finale commence " s'intéressant au chapitre final de la série.
Toute l'équipe, acteurs et créateurs en profitait pour revenir sur leurs 6 années de tournage et anecdotes à l'appui.
Le 6 novembre 2018, la septième saison et dernière de la série est lancée sur la chaîne 6ter. Si la série américaine inspirée des contes de fées cartonne habituellement sur la chaîne, les téléspectateurs ont été peu nombreux à répondre. En effet, ils n'étaient que 245,000 personnes à suivre le premier épisode inédit soit 1,1 % du public global. À titre de comparaison, le lancement de la sixième saison l'année dernière avait captivé 475,000 curieux pour un 1,9 % de part d'audience. La série accusait donc une baisse d'audience à cause du manque de promotion de la part de 6ter mais aussi à cause de l'absence de personnage phares pour la dernière saison de la série.
Après un retour décevant avec 245,000 irréductibles, la série réussit à grappiller 251,000 de curieux la semaine d'après ce qui lui permet d'enregistrer une performance correcte avec 1,6 % donc la série reste donc parfaitement stable. La chaîne décide donc de programmer plus 2 mais 3 épisodes chaque mardi, ce qui permet à la série de connaître une forte hausse avec 321,000 personnes soit 1,3 % du public global pour le reste de la diffusion.
Le 25 décembre 2018 , les deux derniers épisodes à la série sont suivis par en moyenne 300,000 personnes qui ont pu dire au revoir à leurs personnages préférés. En conclusion après un démarrage décevant, la septième et dernière saison a connu une forte hausse tout au long de la diffusion des épisodes avec une part de marché de 1,2 % du public global.

## Produits dérivés

### Sorties DVD et disque Blu-ray
Zone 1 (dont États-Unis)
Le coffret DVD et Blu-ray de la première saison, composé de vingt-deux épisodes, est sorti le 28 août 2012 ; celui de la deuxième saison, composé de vingt-deux épisodes, le 13 août 2013, celui de la troisième saison, composé de vingt-deux épisodes, le 19 août 2014, celui de la quatrième saison, composé de vingt-trois épisodes, le 18 août 2015, celui de la cinquième saison, composé de vingt-trois épisodes, le 16 août 2016[réf. nécessaire] , celui de la sixième saison, composé de vingt-deux épisodes, le 15 août 2017 et celui de la septième saison (la dernière de la série),composé de vingt-deux épisodes, le 28 août 2018.[réf. nécessaire]
Zone 2 (dont France)
Le coffret DVD de la première saison, comportant vingt-deux épisodes, est sorti le 6 mars 2013 ; celui de la deuxième saison, composé de vingt-deux épisodes, est sorti le 5 mars 2014 ; celui de la troisième saison, composé de vingt-deux épisodes, est sorti le 25 février 2015 ; celui de la quatrième saison, composé de vingt-trois épisodes, est sorti le 30 mars 2016 ; celui de la cinquième saison, composé de vingt-trois épisodes, est sorti le 22 mars 2017 , celui de la sixième saison, le 21 mars 2018, et celui de la septième et dernière saison , composé de vingt-deux épisodes le 5 avril 2019.
Les coffrets DVD et Blu-ray ne sont toutefois pas disponible en langue française au Québec.[réf. nécessaire]

### Série dérivée
Le 19 mars 2013, ABC et ABC Studios ont commandé un pilote pour une série dérivée qui aura lieu au Pays des Merveilles. L'histoire est racontée du point de vue d'Alice. Sous le titre Once Upon a Time in Wonderland, elle met en vedette Sophie Lowe (Alice), Peter Gadiot (Cyrus, le génie), Michael Socha (Will Scarlet, le Valet de cœur), Emma Rigby (Anastasia, la Reine rouge), Naveen Andrews (Jafar) et John Lithgow (le Lapin blanc). Le tournage a débuté le 7 avril 2013 à Vancouver, immédiatement après le tournage de l'épisode final de la deuxième saison de Once Upon a Time.
Le 10 mai 2013, la série dérivée a été commandée sous le titre Once Upon a Time in Wonderland pour un total de treize épisodes. Certains acteurs de la série originale y font des apparitions comme Barbara Hershey qui reprend son rôle de Cora, la Reine de Cœur, dans un épisode.
Le 28 mars 2014, après la diffusion de l'avant-dernier épisode, ABC a annulé la série à cause des audiences décevantes.

## Sources
- (en) Cet article est partiellement ou en totalité issu de l’article de Wikipédia en anglais intitulé « Once Upon a Time (TV series) » (voir la liste des auteurs).